# Marsala
Marsala (Maissala nel dialetto locale, Marsala in siciliano) è un comune italiano di 79 588 abitanti. È il primo comune per popolazione del libero consorzio comunale di Trapani ed il quinto della Sicilia.
La città è famosa per lo sbarco di Garibaldi e dei Mille dell'11 maggio 1860 e per la produzione dell'omonimo vino Marsala, per cui, dal 1987, è Città del Vino. Sorge sulle rovine delle due antiche città puniche di Lilibeo (Lilybaeum in latino), dal cui nome deriva l'appellativo di lilibetani per i suoi abitanti, e di Mozia, situata all'interno della Riserva naturale orientata "Isole dello Stagnone di Marsala".

## Geografia

### Territorio
Sorge sul capo Boeo, e per questo è denominata la "città tra i due mari", essendo bagnata dal Tirreno a nord e dal Mar di Sicilia a sud. Si affaccia davanti Favignana, del quale costituisce il punto più vicino, e con le altre Isole Egadi (Levanzo e Marettimo) poco più distanti.
Vanta un territorio molto vasto, su cui insistono due grandi litorali marini geograficamente opposti. Il litorale nord, che parte dagli Hangar Nervi e racchiude la laguna delle Isole dello Stagnone terminando a Birgi, ed il litorale sud, di formazione sabbiosa, dove nell'immediato entroterra scorre il fiume Sossio all'interno dell'area urbana di Strasatti.
L'entroterra si sviluppa intorno alla SS 188, in direzione Salemi, fino ad un limite metropolitano posto dall'ospedale Paolo Borsellino. Fino alla fine degli anni 1970 contava all'interno del suo territorio, anche la frazione di Petrosino (che poi con un referendum popolare, eseguito il 1º luglio 1980, diventerà comune autonomo), e raggiungeva quasi 95 000 abitanti.
Il territorio di Marsala è classificato in zona sismica 2 (sismicità media). Negli ultimi 200 anni sono stati rilevati tre terremoti di medio-alta intensità tra cui il terremoto del Belice del 15 gennaio 1968.

### Clima
Il clima è mite con punte di 40 gradi in estate e inverni piovosi che oscillano tra i 7 e i 17 gradi.
| Marsala (1961-1990) | Mesi | Mesi | Mesi | Mesi | Mesi | Mesi | Mesi | Mesi | Mesi | Mesi | Mesi | Mesi | Stagioni | Stagioni | Stagioni | Stagioni | Anno |
| Marsala (1961-1990) | Gen  | Feb  | Mar  | Apr  | Mag  | Giu  | Lug  | Ago  | Set  | Ott  | Nov  | Dic  | Inv      | Pri      | Est      | Aut      | Anno |
| ------------------- | ---- | ---- | ---- | ---- | ---- | ---- | ---- | ---- | ---- | ---- | ---- | ---- | -------- | -------- | -------- | -------- | ---- |
| T. max. media (°C)  | 16,0 | 16,2 | 17,5 | 19,6 | 22,9 | 26,9 | 29,4 | 30,3 | 28,0 | 24,3 | 20,4 | 17,1 | 16,4     | 20,0     | 28,9     | 24,2     | 22,4 |
| T. min. media (°C)  | 7,7  | 7,8  | 8,7  | 10,6 | 13,6 | 16,8 | 18,8 | 19,2 | 18,0 | 14,8 | 12,0 | 9,1  | 8,2      | 11,0     | 18,3     | 14,9     | 13,1 |

## Storia

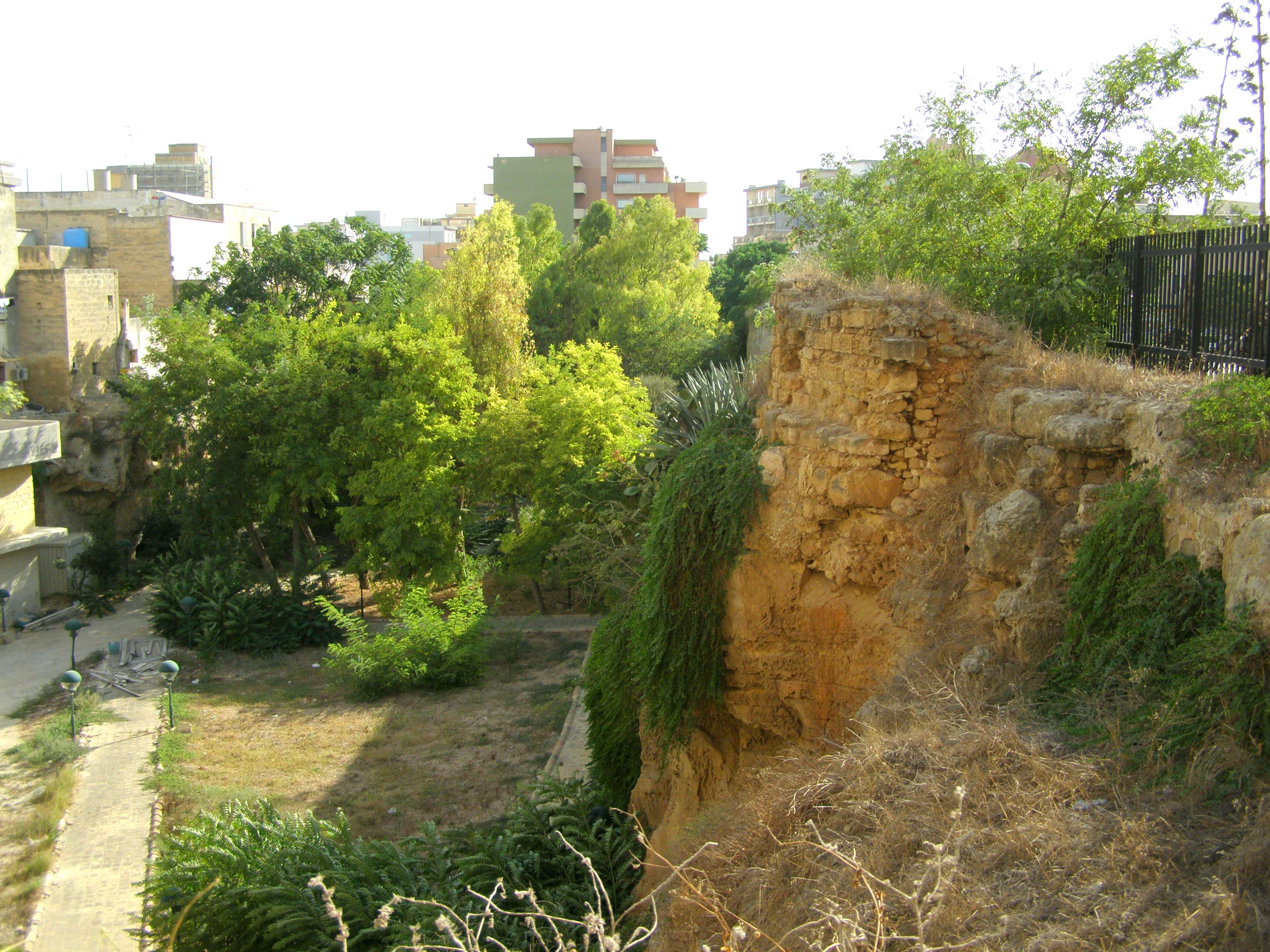
Fossato punico difensivo originario

### Dalla fondazione alla dominazione romana
Cicerone vi fu questore tra il 76 e il 75 a.C. quando la città si chiamava Lilybaeum, e celebre fu la sua frase dedicata alla città: 
(Cicerone - frase dedicata alla città)
Per via della sua onestà e bravura nel suo lavoro fu molto apprezzato, e in quanto era anche un ottimo avvocato fu richiamato due anni dopo per la causa intentata contro il propretore Gaio Verre accusato di aver rubato ai cittadini e allo Stato. Tale causa fu vinta da Cicerone. Al Museo Archeologico Regionale Lilibeo Baglio Anselmi è esposto un mezzobusto di Cicerone e gli è stata intitolata anche una via.
Nelle acque intorno al suo mare, nel 241 a.C., si è combattuta una battaglia navale della prima guerra punica, di cui si conserva la nave punica di Marsala nel Museo Archeologico Baglio Anselmi.
Nel 397 a.C. la colonia fenicia di Mozia, fiorita 8 secoli prima di Cristo sull'isola di Mozia fu invasa e distrutta dal tiranno di Siracusa Dionisio I.
I superstiti si rifugiarono sulla costa siciliana e potenziarono l'insediamento costiero a cui diedero prima il nome di Lebum che in fenicio vuol dire "verso l'Africa" e poi il nome di Lilibeo, da Lilýbaion ossia "la città che guarda la Libia", perché, appunto, Lybia veniva chiamata allora tutta la costa settentrionale dell'Africa. Alcune credenze popolari locali molto antiche, collegano il nome di Lilibeo ad una Principessa, figlia di un sovrano di Mozia.
Nell'anno 279 a.C. Lilibeo fu assediata per ben 10 anni da Pirro, re dell'Epiro, senza conseguire alcun risultato data la possanza delle fortificazioni di Lilibeo, tramite le gallerie segrete che dal centro della città si dipartivano da alcuni templi per spuntare poi in aperta campagna, riuscivano con delle sortite improvvise a depredare il nemico di provviste seminando panico nel campo avversario.
Questo successe quando venne Pirro in Sicilia nel (279) in aiuto dei greci contro i cartaginesi il quale ottenne ottimi risultati, tranne che a Lilibeo.(Enciclopedia Treccani)
Lilibeo passò in mano ai romani, che la chiamarono Lilybaeum, nel 241 a.C. per divenire uno dei centri più importanti del Mediterraneo: nucleo di scambi e commerci, sede del pretore e del questore, fu arricchita di ville ed edifici pubblici, tanto da meritarsi l'appellativo di splendidissima urbs datole da Cicerone, questore tra il 76 e il 75 a.C., che durante il suo operato a Lilybeo riuscì a cacciare il propretore Verre, che aveva portato allo stremo la Sicilia e i siciliani stessi. Durante la guerra con i Romani, passarono alla storia diversi assedi e battaglie, passate alla storia con il nome di "Assedio di Lilibeo".

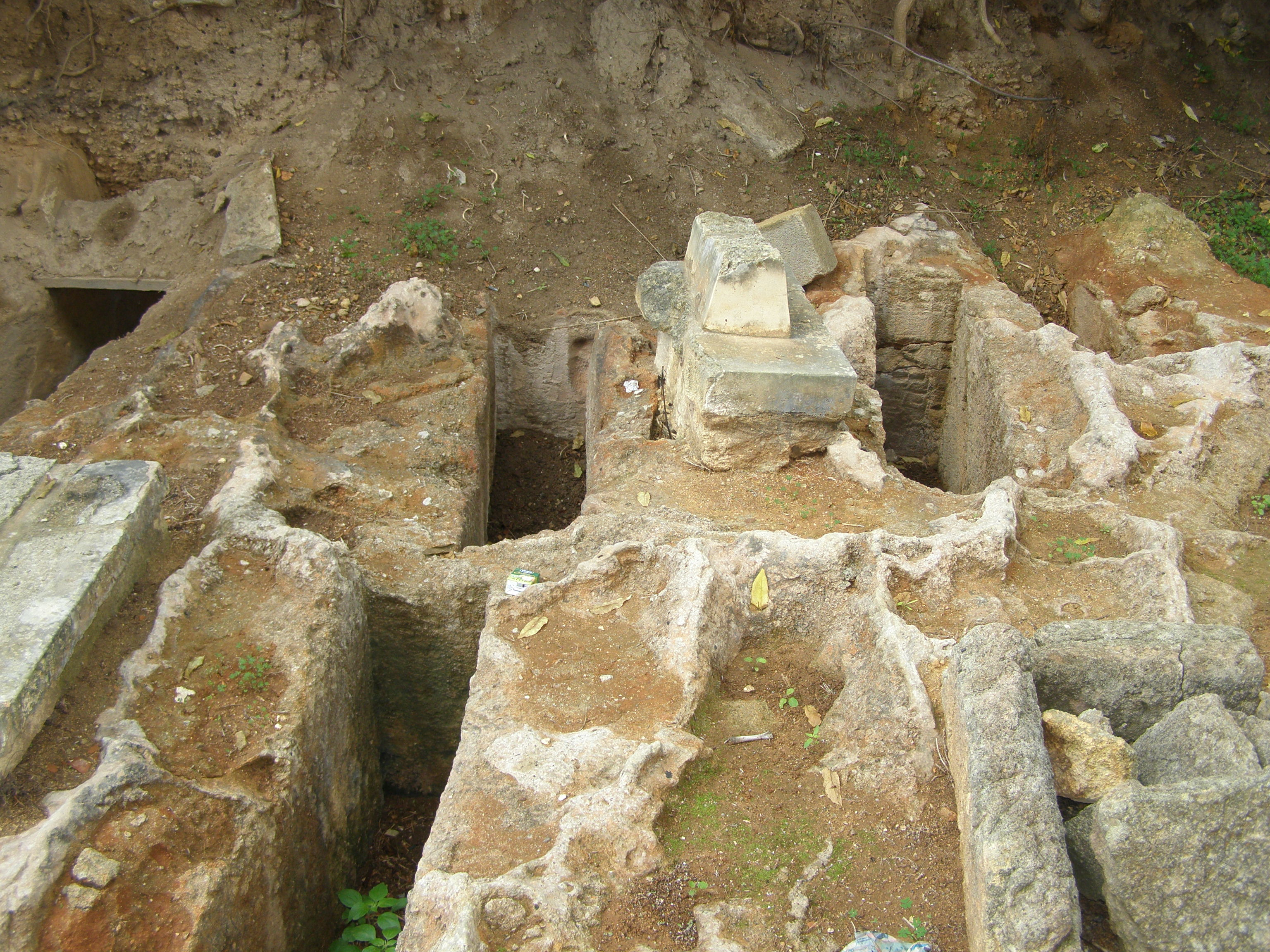
Resti di una necropoli ellenico-romana

### Dai vandali agli spagnoli
Conquistata dai Vandali all'inizio del V secolo d.C., fu annessa nel VI all'impero di Giustiniano e visse secoli bui, segnati dal disinteresse di Bisanzio e dalle incursioni dei pirati. L'arrivo nell'VIII secolo degli arabi sotto il contiguo monte Granitola segnò anche la ripresa dei traffici commerciali. A partire dalla fine dell'XI secolo con la conquista normanna, la città fu rifondata secondo l’architettura e urbanistica normanna in un sito diverso dal precedente e fu fortificata. Seguirono il periodo del Sacro Romano Impero con gli Hohenstaufen di Sicilia; poi angioini e aragonesi. Sotto la dominazione della casa spagnola, Marsala poté godere di un periodo di sviluppo e benessere, grazie al porto e alla coltivazione del fertile entroterra. La città visse una nuova fase di espansione e divenne una delle più importanti piazzeforti siciliane.
Ma l'interramento del grande porto di Punta d'Alga (oggi riconducibile allo specchio d'acqua situato dinanzi al lungomare Salinella), disposta nel 1575 dall'imperatore Filippo II per fermare le incursioni saracene, segnò la fine di questa fioritura.

### Dal Settecento ai giorni nostri
Da questo momento bisogna aspettare due secoli per avere un'altra svolta nella storia della città. Alla fine del Settecento l'inglese John Woodhouse ritenne di qualità eccellente il vino prodotto dai contadini locali, definito in perpetuum, visto l'uso di rabboccare le botti in via di svuotamento con vino nuovo, così da mantenerne inalterati i livelli. Caratterizzato da una naturale alta gradazione alcolica, il vino marsalese non era però adatto al trasporto e, per ovviare al problema, Woodhouse sperimentò con successo l'aggiunta di alcol di buona gradazione garantendone in questo modo la stabilità e creando il marsala. Si deve ai Woodhouse l'esplosione dell'economia marsalese e la messa in opera con propri fondi di numerose opere infrastrutturali, tra cui l'attuale porto.

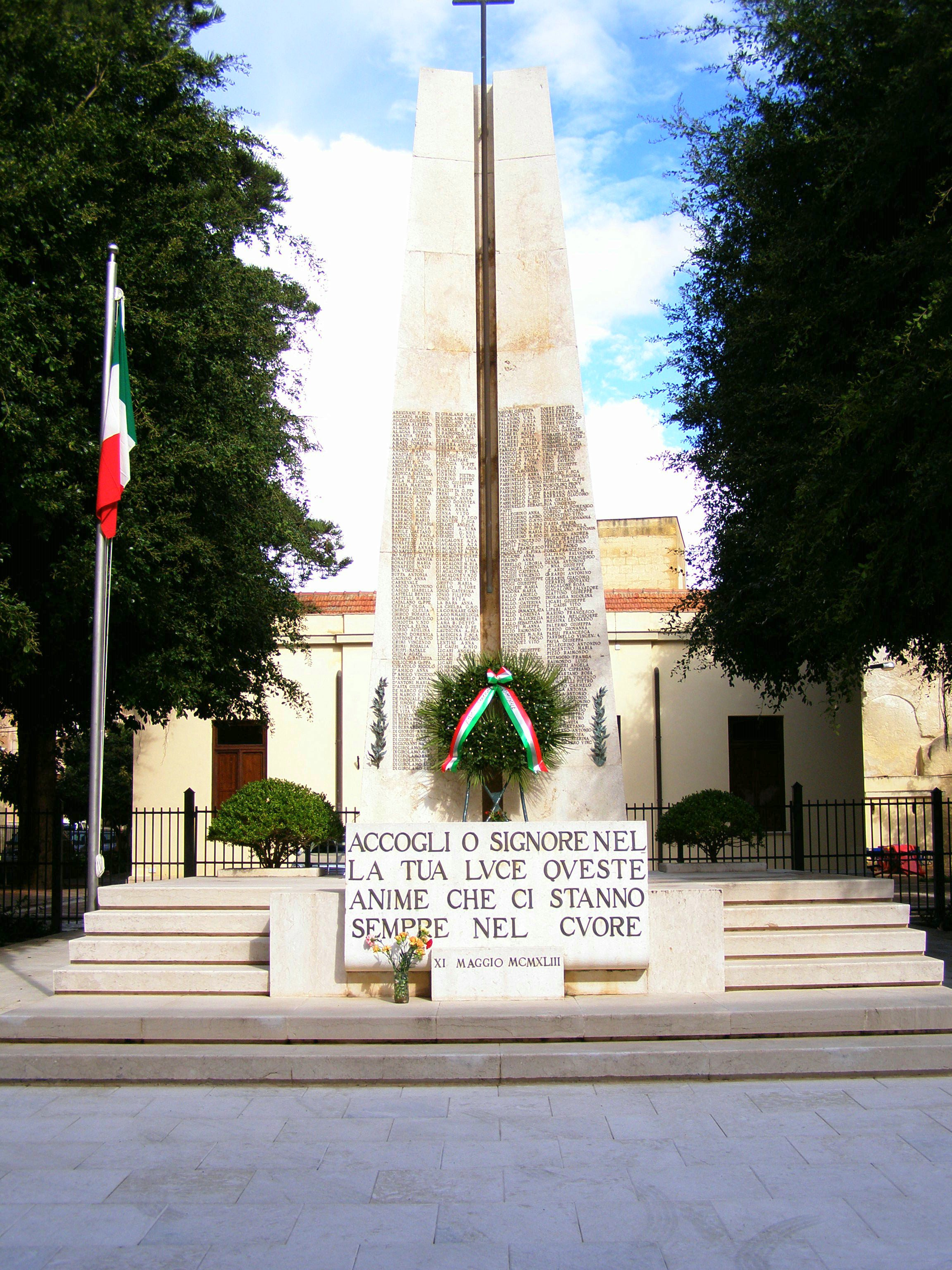
Monumento ai caduti, posto sul punto ove molti marsalesi persero la vita durante i bombardamenti alleati del maggio 1943

A seguito della nascita del Regno delle Due Sicilie, con una legge varata l'11 ottobre 1817, re Ferdinando I di Borbone la inserì nella Provincia di Trapani.
L'11 maggio 1860 avvenne lo sbarco di Giuseppe Garibaldi con i suoi Mille che da qui iniziò l'unificazione d'Italia. A seguito della nuova riorganizzazione in province del regno, verrà reinserita nella nuova Provincia di Trapani.
All'inizio del XX secolo, Marsala fu terreno fertile per molti imprenditori interessati alla produzione vinicola, tra cui i Whitaker, gli Ingham e i Florio.
L'11 maggio 1943 un bombardamento alleato sul centro abitato causò numerose vittime tra i civili e sfregiò perennemente il centro storico barocco della città. L'edizione del 13 maggio 1943 del New York Times riportò l'avvenimento con il titolo "Marsala Wiped Off the Map" (Marsala cancellata dalle mappe).

### Simboli
Lo stemma e il gonfalone della Città di Marsala sono stati concessi con decreto del presidente della Repubblica del 20 ottobre 2003.
Stemma
(D.P.R. 20.10.2003)
Gonfalone
Il gonfalone è un drappo di rosso.

## Monumenti e luoghi d'interesse

### Architetture religiose

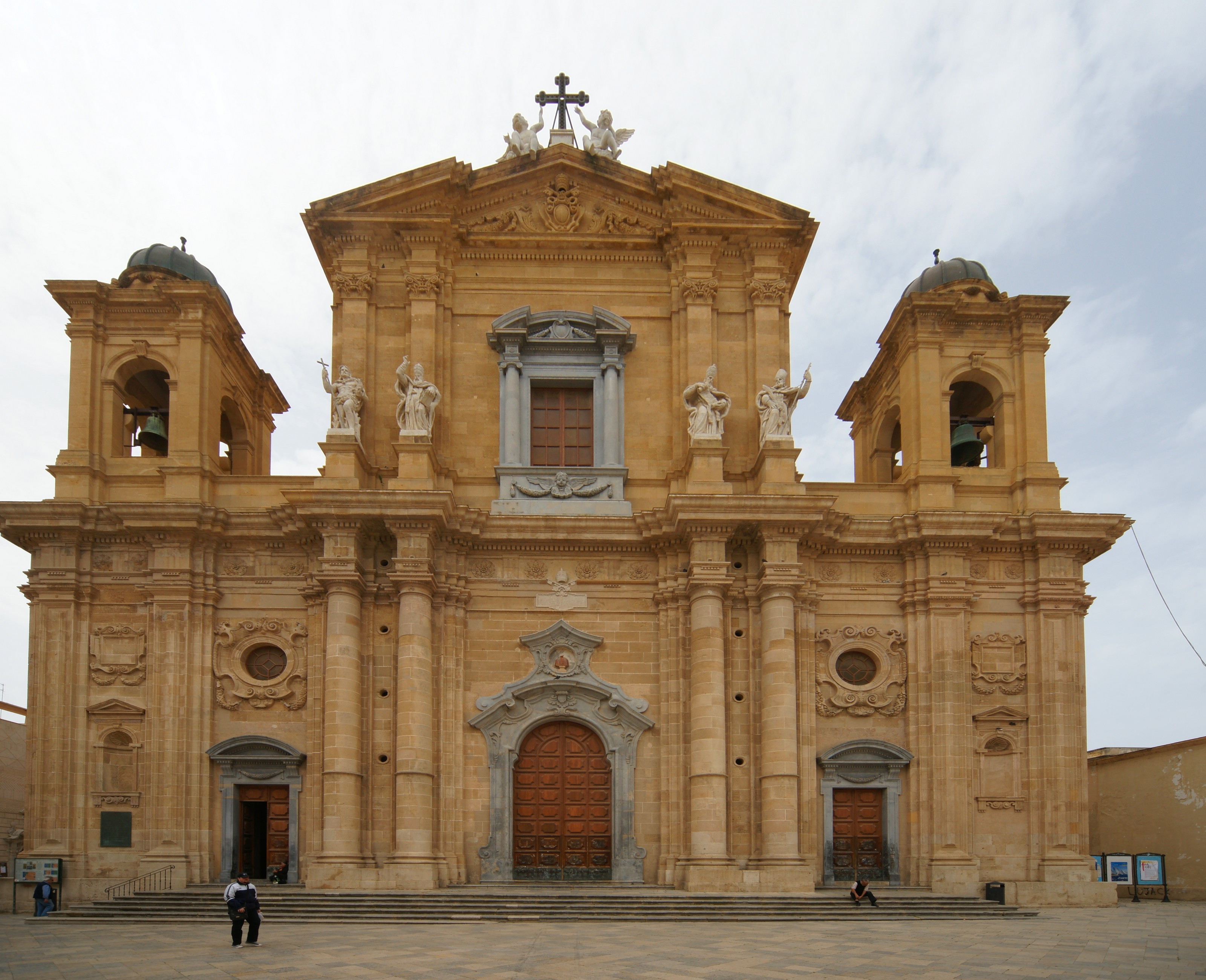
Chiesa Madre di San Tommaso di Canterbury

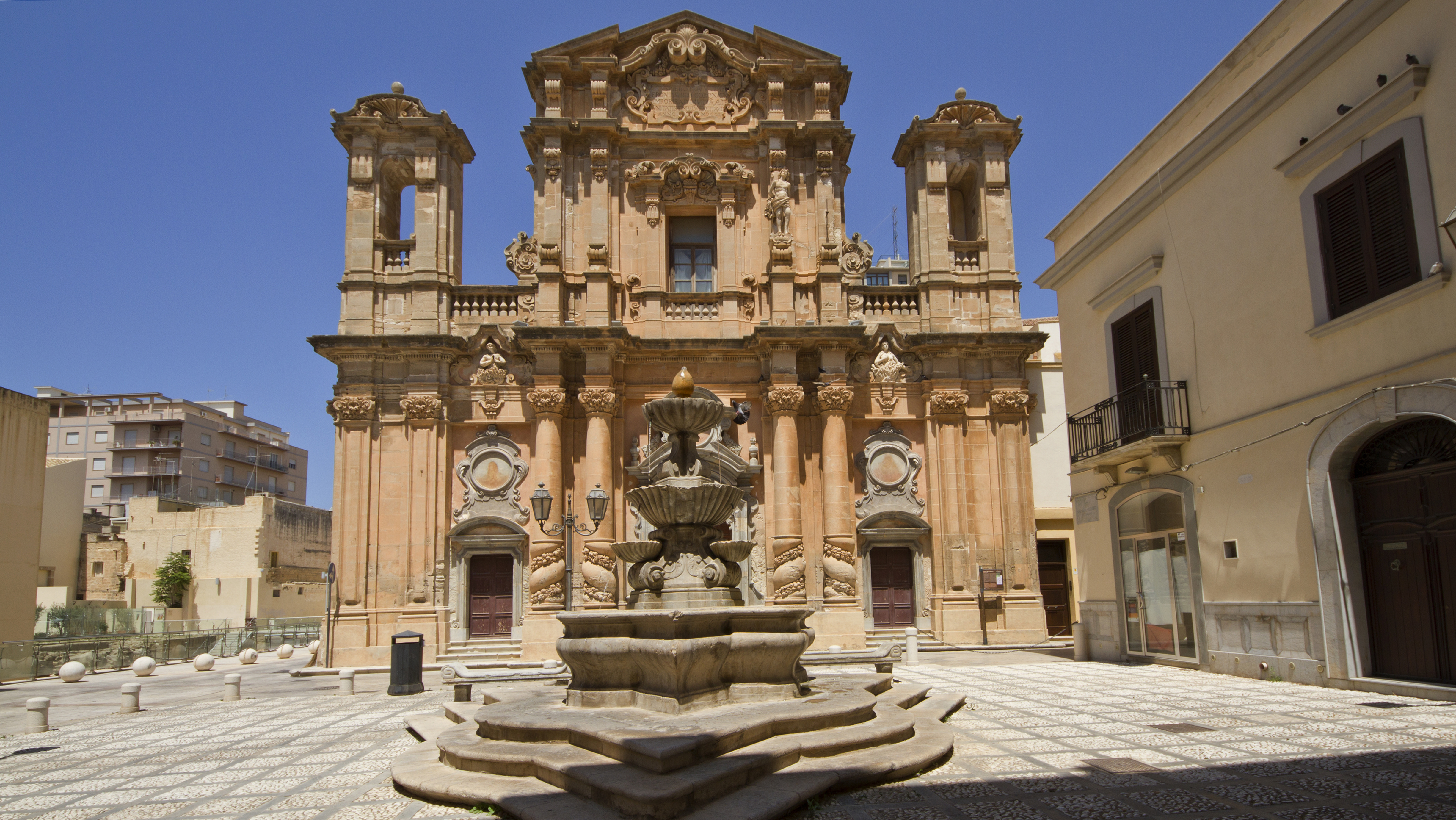
La ex Chiesa del Purgatorio sotto il titolo di «San Fabiano e San Sebastiano» oggi sede dell'auditorium di Santa Cecilia.

- Chiesa Madre di San Tommaso di Canterbury : edificio perfezionato nel XVII secolo con dignità di cattedrale, costruita su impianto normanno del 1176 su base basilicare. Conserva un organo a 4.317 canne.[senza fonte]
- Chiesa di Santa Maria dell'Itria: luogo di culto dedicato alla Madonna Odigitria con annesso convento dei Padri dell'Ordine degli agostiniani scalzi.
- Chiesa del Carmine e convento dell'Ordine della Beata Vergine del Monte Carmelo sotto il titolo dell'«Annunziata» (sconsacrata, ora sede di rappresentanza e Pinacoteca Comunale - Mostra di pittura contemporanea)
- Chiesa di San Giovanni Battista al Boeo.
- Santuario Diocesano di Maria Santissima della Cava.
- Chiesa del Purgatorio sotto il titolo di San Fabiano e San Sebastiano, sede della primitiva Congregazione delle anime del Purgatorio. (La chiesa è sconsacrata e oggi e sede dell'Auditorium Santa Cecilia).
- Chiesa di San Giuseppe, edificata dall'Arciconfraternita di San Giuseppe.
- Chiesa di San Matteo.
- Santuario Diocesano di Maria Santissima Addolorata.
- Chiesa dei Santi Pietro e Paolo e annesso monastero di San Pietro delle religiose dell'Ordine benedettino. Dopo decenni di abbandono gli edifici sono stati ristrutturati e l'ex monastero è stato trasformato in un centro culturale che comprende: la Biblioteca Comunale Salvatore Struppa, il Museo civico (sezione risorgimentale garibaldina, archeologica e tradizioni popolari), il Centro Internazionale di Studi Risorgimentali e il Centro Internazionale di Studi fenicio - punici e romani. La Chiesa dopo anni di chiusura al culto nel 2022 è stata nuovamente riaperta al culto e alle celebrazioni liturgiche[11][12].
- Chiesa di Sant'Antonino e convento dell'Ordine francescano.
- Chiesa di San Francesco d'Assisi e convento dell'Ordine francescano.
- Chiesa di Sant'Anna
- Chiesa di Santo Stefano e monastero dell'Ordine delle agostiniane riformate. La chiesa fa parte del complesso monastico costruito tra il 1603 e il 1607 sul sito dell'antica dimora della nobile famiglia Ferro, verosimilmente sede degli antichi pretori romani - dove avrebbe soggiornato anche Ponzio Pilato - poi utilizzato dai Saraceni come sede del governo. Nel XVI secolo il sito fu acquistato dal mercante di granaglie Stefano Frisella che, amareggiato dal fatto di non avere avuto un erede maschio, fondò un monastero per la figlia Francesca, esclusa, per le sue origini borghesi, dal più prestigioso monastero di San Pietro che accoglieva solo fanciulle nobili assieme al monastero di San Girolamo. Frisella affidò il convento alle Agostiniane Scalze, Francesca fu nominata badessa. La chiesa a navata unica, presenta un apparato decorativo in stucco opera dello scultore marsalese Vincenzo Giglio ispirato allo stile di Giacomo Serpotta. Oggi il monastero accoglie la scuola "Vincenzo Pipitone" e il Liceo Classico "Giovanni XXIII". Del primitivo edificio si conservano una torre all'angolo fra via Lombardi e via Frisella, e il chiostro quadrato con porticato. Le celle delle suore sono state trasformate in aule.
- Chiesa di San Girolamo e monastero diretto secondo la regola di Sant'Agostino (Agostiniane scalze riformate). L'istituzione accoglieva le orfanelle provenienti da famiglie nobili. I lavori per realizzare il monastero iniziarono il 12 settembre 1587. Il tempio fu distrutto dal bombardamento aereo dell'11 maggio 1943. L'area archeologica di San Girolamo sorge a breve distanza dalla chiesa del Purgatorio, a metà strada dell'asse che congiunge il duomo di San Tommaso di Canterbury a piazza Carmine.

### Architetture civili
- Palazzo VII Aprile (XVI/XVII secolo), costruito sul sito della precedente Loggia dei Pisani.
- Cine Teatro Impero, d'epoca fascista
- Monumento ai Mille
- Palazzo Grattacielo
- Tonnara di San Teodoro

### Architetture militari
- Castello di Marsala
- Porte e mura fortificate (Porta Garibaldi, Porta Nuova)
- Quartiere militare spagnolo (oggi sede del municipio del comune di Marsala)

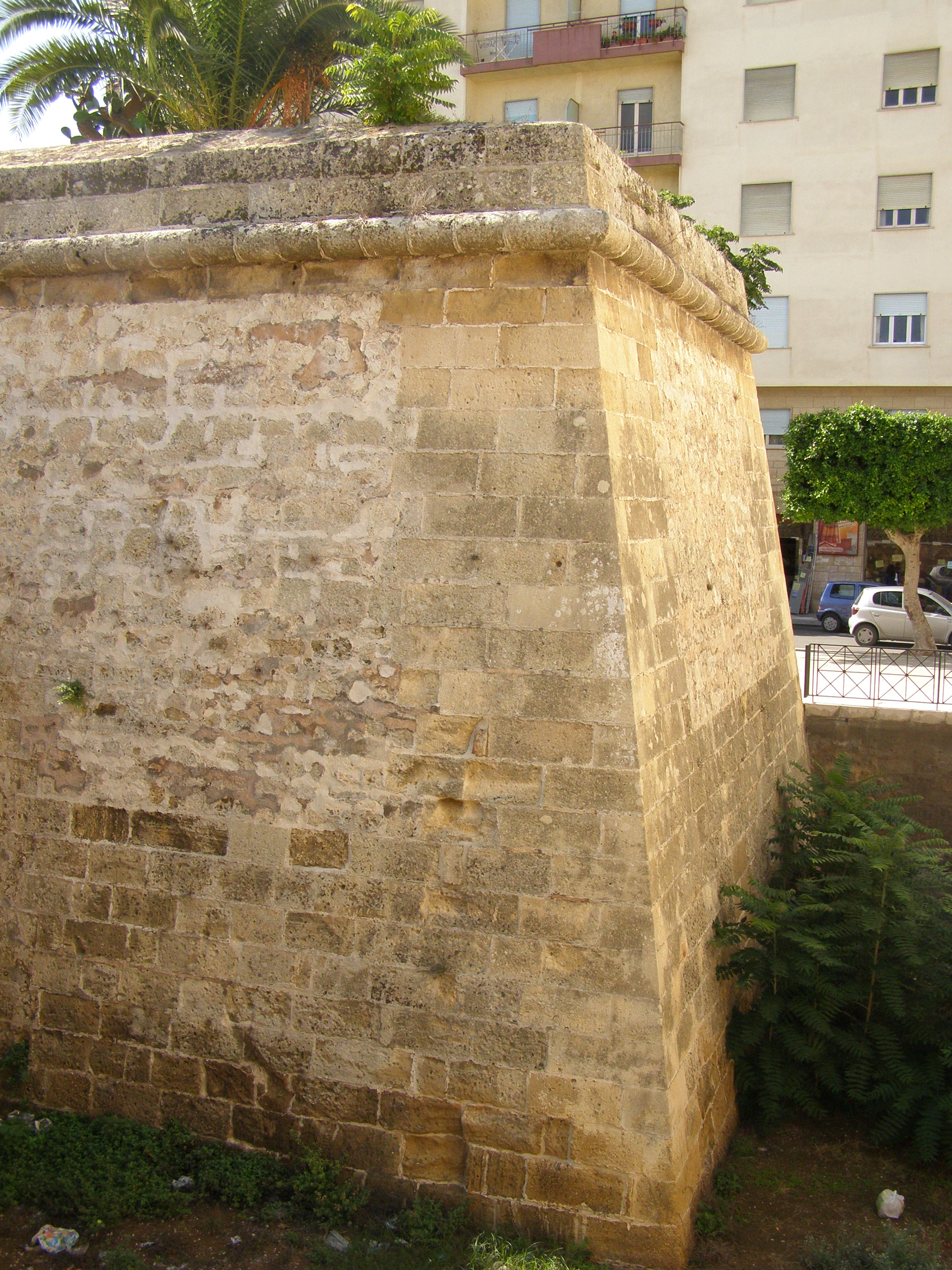
Baluardo Velasco, costruito nel XVI secolo per scopi difensivi

### Altro

#### Stabilimenti enologici
La produzione del vino su scala industriale fu introdotta in città nel 1773 dall'inglese John Woodhouse. Molti gli stabilimenti importanti tra cui quelli di Ingham-Whitaker, le cantine Florio, Pellegrino, Cantine Bianchi e Donnafugata.

### Siti archeologici
(Cicerone)

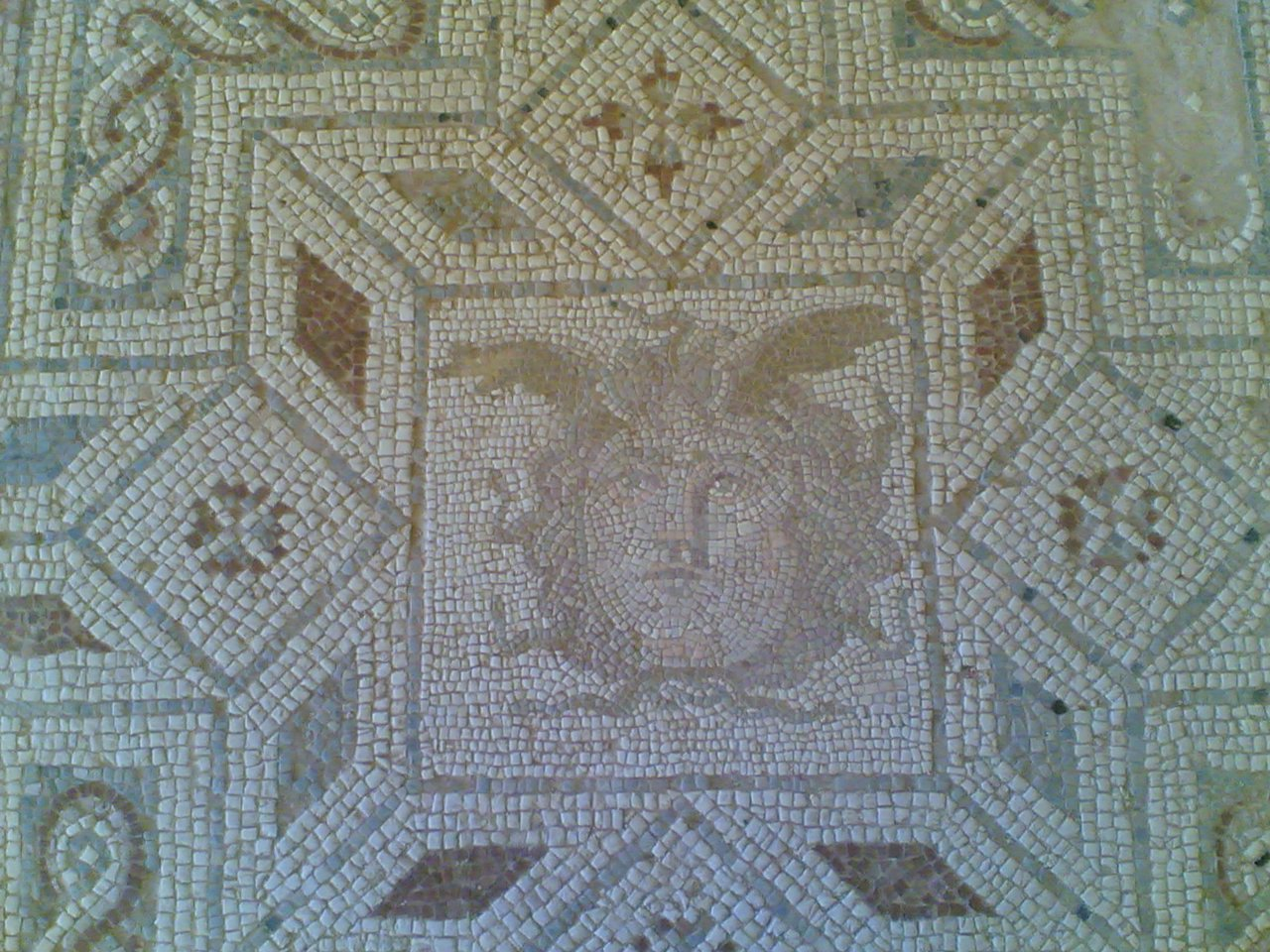
Insula romana: mosaico

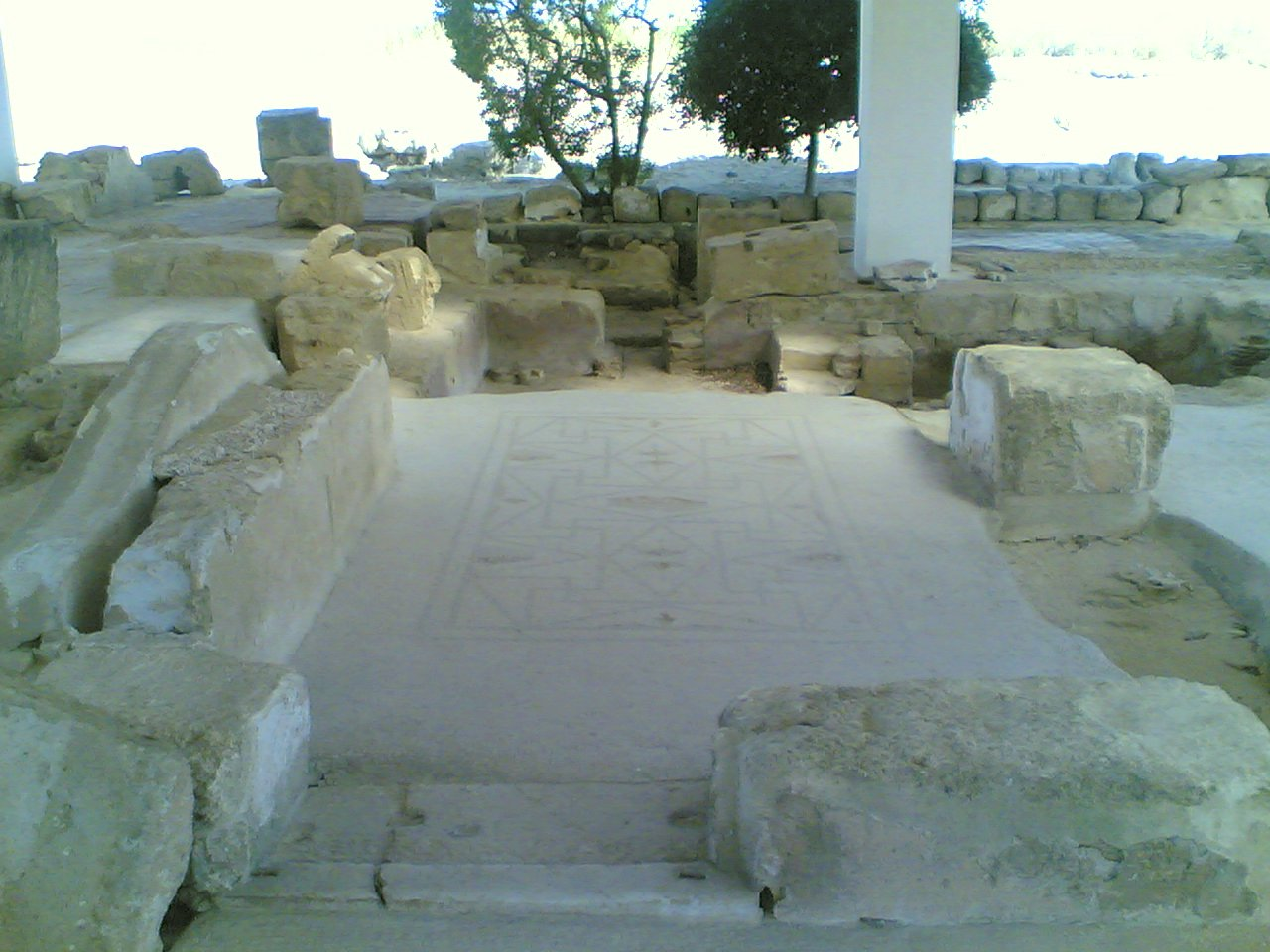
Insula romana: resti

Nel cuore del centro storico sorge il Parco Archeologico di Lilibeo, mentre 2 chilometri a nord si trova la Riserva Naturale delle Isole dello Stagnone, tra cui l'Isola di Mozia. Il parco cittadino, confinante col centro storico e situato nei pressi di Capo Boeo, nel centro storico, è un'area prospiciente il promontorio, che si affaccia al mare, circondata dalla città moderna e dal lungomare. Nella centro storico di Capo Boeo, all'interno del quartiere Portanuova, si trovano importanti testimonianze archeologiche: l'"Insula romana", di tarda età romano-imperiale (IV secolo d.C.) comprende resti di abitazioni private inquadrate in isolati fra strade lastricate. I grandi ambienti, venuti alla luce nel 1939, presentano pavimenti con ricche decorazioni a mosaico, raffiguranti scene di lotta fra animali selvatici e figure mitologiche. È presente anche un ambiente termale. Negli anni duemila, dopo avere effettuato prospezioni geomagnetiche in tutta l'area, la Soprintendenza di Trapani ha programmato nuove ricerche archeologiche nell'area demaniale di Capo Boeo, che hanno documentato la presenza di un imponente asse viario lastricato (il "Decumano Massimo"). Inoltre nel 2005 è stata rimessa in luce una statua di marmo che raffigura Venere Callipige (II secolo d.C.) nel sagrato della chiesa di San Giovanni al Boeo, in occasione dei lavori di restauro. Sono state meglio chiarite le varie fasi di costruzione della chiesa in rapporto alla parte ipogeica, la cosiddetta "Grotta della Sibilla", che ingloba una sorgente di acqua dolce, considerata dagli studiosi fondamentale per la fondazione della città di Lilibeo. Nel mese di luglio del 2008, è stato scoperto un edificio dedicato al culto di Iside, una statua frammentaria di marmo che raffigura Iside, e diverse epigrafi: in una è attestata la presenza di un tempio di Ercole.
L'area archeologica di Porta Nuova è destinata ad occupare una posizione centrale nel contesto delle città puniche della Sicilia (Mozia e Lilibeo). Tra il 2007 ed il 2014 sono stati realizzati lavori per la valorizzazione del parco archeologico e delle strutture del Museo Archeologico Lilibeo presso il Baglio Anselmi. Nel 2019 sono stati rinvenuti due importanti mosaici nei sotterranei del Cine Impero, visitabili tramite l'accesso al Parco Archeologico di Lilibeo.
Siti archeologici:
- Nave Punica
- Ipogeo di Crispia Salvia (zona tribunale vecchio)
- Fossato Punico
- strada punica per l'isola Linga
- Grotte della Madonna della Cava
- scavi di San Gerolamo
- resti di insediamenti a Porta Mazara
- necropoli (Capo Boeo)
- zona archeologica Baglio Anselmi
- viale Isonzio
- necropoli via del Fante
- necropoli piazza Peppino Impastato

### Aree naturali
Di grande attrazione è la riserva naturale regionale delle Isole dello Stagnone che prende il nome dall'omonima laguna, nonché arcipelago comprendente diverse isole tra cui Mozia.

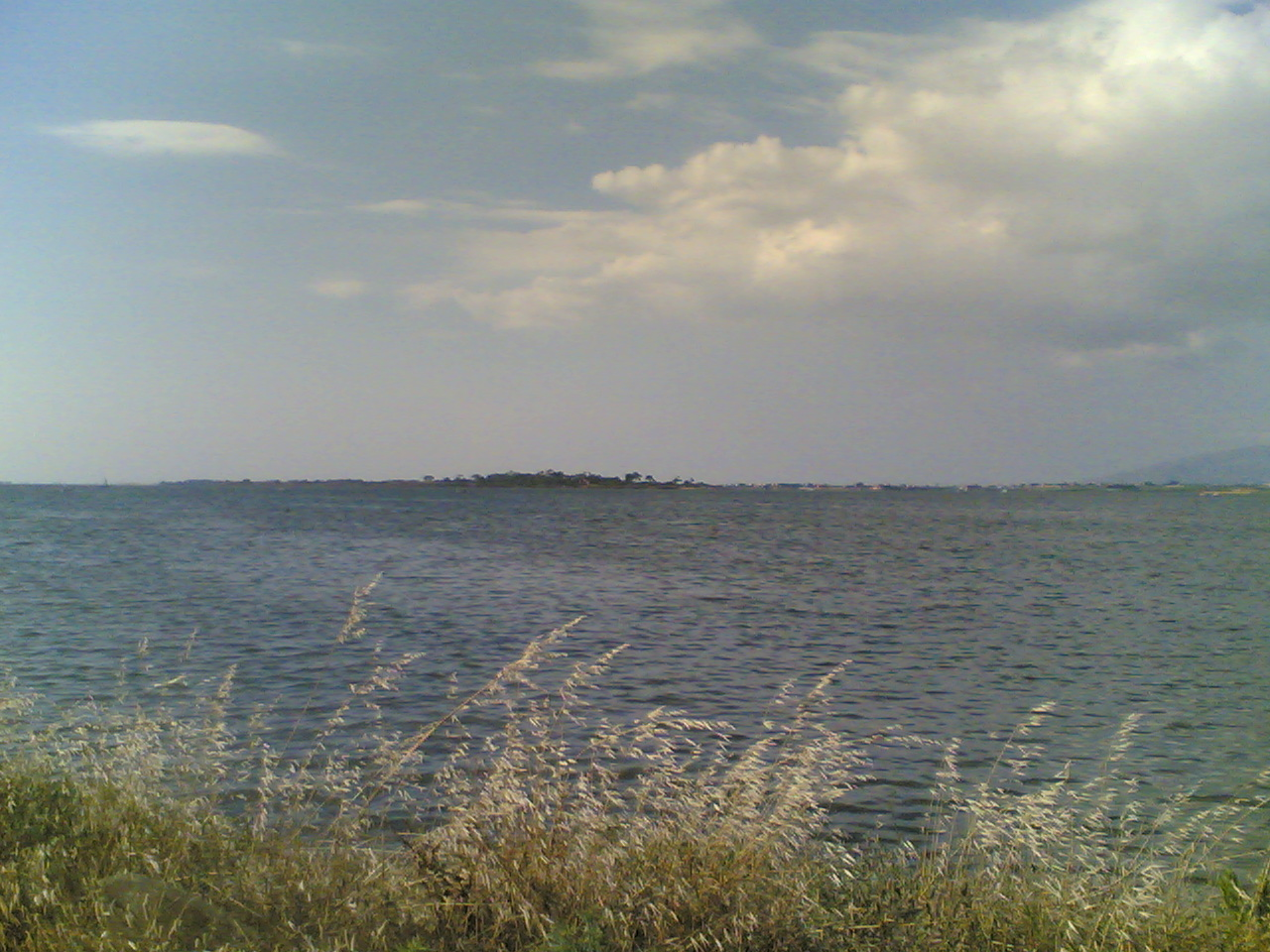
La riserva naturale orientata Isole dello Stagnone.

Lo Stagnone è una laguna diventata riserva naturale perché habitat ideale di riproduzione e di ristoro per tantissime specie animali; tra queste i fenicotteri rosa che sempre più spesso – e in gruppi sempre più numerosi – scelgono lo stagnone ed in particolare l'Isola Grande (comunemente conosciuta come Isola Lunga) come luogo di riposo.
Lo stagnone è uno dei pochissimi habitat naturali al mondo per la posidonia, una rara qualità di pianta marina. L'Isola Lunga è raggiungibile a piedi dal promontorio di Birgi, esattamente dall'antica torre d'avvistamento San Teodoro. Sull'isola lunga è presente una villa in stile romanico abbandonata. L'arcipelago delle isolette di fronte alla città di Marsala è completato dalle Schole, un'isoletta piccolissima dove si trovano due caseggiati, in passato utilizzati come lazzaretto della città colpita dalla peste in epoca medievale.
Nel 2015, in occasione dell'Expo 2015 le saline e la laguna dello Stagnone sono state scelte, tramite un concorso indetto da Expo e FAI come luogo del cuore degli Italiani.

## Società

### Evoluzione demografica
Abitanti censiti

### Etnie e minoranze straniere
Al 31 dicembre 2019 la popolazione straniera residente a Marsala era di 4 260 persone, pari all'5,2% della popolazione totale.
Le nazionalità maggiormente rappresentate erano:
- Romania 1227
- Tunisia 1075
- Cina 260
- Gambia 233
- Bangladesh 205

## Cultura

### Musei

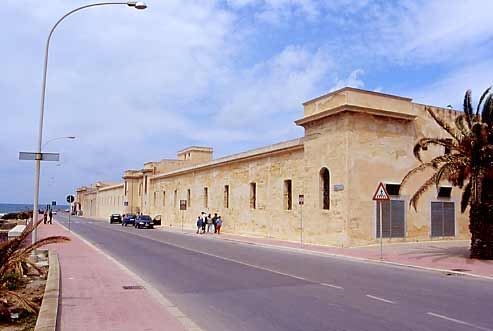
Museo regionale Baglio Anselmi

- Museo archeologico Baglio Anselmi. È il maggior museo marsalese, per importanza e numero di reperti. È stato istituito ad hoc per ospitare un reperto tra le maggiori attrazioni di Marsala, ovvero la nave punica di Marsala, una nave ritrovata presso punta alga, sul litorale nord. Secondo alcuni studi fu usata durante la battaglia delle isole Egadi, che concluse la prima guerra punica, secondo altri si tratta di una nave onenaria (da carico). Oltre ad essa si trovano numerosi reperti ritrovati nel territorio marsalese e documentazioni su alcune case romane sparse per la città, prova dell'intensa attività edilizia che interessò la cittadina durante l'età romana imperiale. Nel museo e conservata ed esposta anche la Nave romana di Marausa.
- Museo degli arazzi fiamminghi, con serie di arazzi del XVI secolo raffiguranti la guerra giudaica.
- Museo dell'agricoltura Baglio Biesina, situato in via Salemi ad est della città, è ospitato all'interno del Baglio Biesina, un antico caseggiato circondato da un bel giardino tipicamente siciliano, ricco di palme. Al suo interno gli attrezzi e gli utensili usati dai contadini, alcuni risalenti anche ai primi dell'Ottocento.
- Museo civico di Marsala:
  - Sezione Museo archeologico;
  - Sezione Museo risorgimentale garibaldino Giacomo Giustolisi
  - Sezione Museo delle tradizioni popolari:
    - Sezione Museo del Giovedì Santo di Marsala;
    - Sezione Museo dei Pupi Siciliani sezione etno-andropologica tutte le sezioni ospitate nel complesso monumentale San Pietro.
- Pinacoteca comunale - Ente Mostra Pittura Contemporanea Città di Marsala, presso il convento del Carmine.
- Nuova Pinacoteca Comunale, presso Palazzo Grignani.
- Nuovo Museo Garibaldino, ospitato assieme a una sala conferenze, alla sede della Pro Loco e un infopoint presso il Monumento ai Mille.
- Museo del Vino, ospitato assieme all'enoteca comunale presso il Palazzo Fici.
- Museo Mirabile delle tradizioni ed arti contadine - C.da Fossarunza, 198

### Biblioteche
- Biblioteca Comunale "Salvatore Struppa";
- Albero delle Storie (libreria per bambini);
- Biblioteca "Prof. Gianpietro Ballatore" (biblioteca dell'istituto tecnico agrario statale Abele Damiani).

### Tradizioni

#### Tradizioni sacre

##### Settimana Santa
Il Giovedì santo si svolge la Processione dei Misteri viventi, una rappresentazione sacra itinerante con nove gruppi di figuranti sulla passione di Cristo. Il giorno successivo il Venerdì Santo si svolge la Processione del Cristo morto e dell'Addolorata. Inoltre da alcuni anni i riti della Settimana Santa si sono arricchiti di nuovi eventi. L'ultimo Venerdì di Quaresima si svolge la Via Crucis cittadina serale, il Sabato delle Palme si svolge la Sacra rappresentazione dell'ingresso di Gesù a Gerusalemme, la Domenica delle palme dopo la Santa Messa ha luogo la scinuta della statua della Madonna Addolorata che poi sarà portata in processione il Venerdì Santo, mentre il giorno di Mercoledì Santo si svolge la Sacra rappresentazione dell'ultima cena.

##### Madonna della Cava
Il 19 gennaio a Marsala è festa locale e patronale. In questa data si festeggia la patrona principale e speciale protettrice della Città di Marsala, Maria Santissima della Cava. Ogni anno per il 19 gennaio, data del ritrovamento della statua della Madonna della Cava, si svolge una processione e la statua viene portata al Duomo di Marsala, dove viene celebrata la solenne Celebrazione Eucaristica presieduta dal Vescovo di Mazara del Vallo e concelebrata dall'Arciprete di Marsala e da tutti i sacerdoti della forania. Dopo la messa la statua viene riportata al suo Santuario.
Nel 2018, in occasione del 500º anniversario del ritrovamento della statua, la processione finale culmina per la prima volta con i giochi piromusicali. Per l'occasione è stato indetto il giubileo mariano straordinario della città di Marsala, che si è concluso il 19 gennaio del 2019. Il 19 gennaio viene celebrata anche la festa della Polizia municipale, perché la Madonna della Cava è stata proclamata anche Patrona della Polizia municipale di Marsala.

##### San Giovanni Battista
Ogni 24 giugno il Comune con la Parrocchia di San Tommaso di Canterbury (Chiesa Madre) organizza la festa di San Giovanni Battista compatrono di Marsala, festeggiamenti che prevedono una processione che culmina con i fuochi d'artificio sul lungomare cittadino. Da alcuni anni ai festeggiamenti si sono aggiunte altre manifestazioni tra i quali conferenze, dibattiti su alcuni temi attuali (come bullismo, violenza sulle donne e femminicidio), e spettacoli musicali. Ogni anno inoltre sul lungo mare vengono realizzarti i mercatini di piazza. Ogni anno la festa ha un tema diverso.

#### Manifestazioni

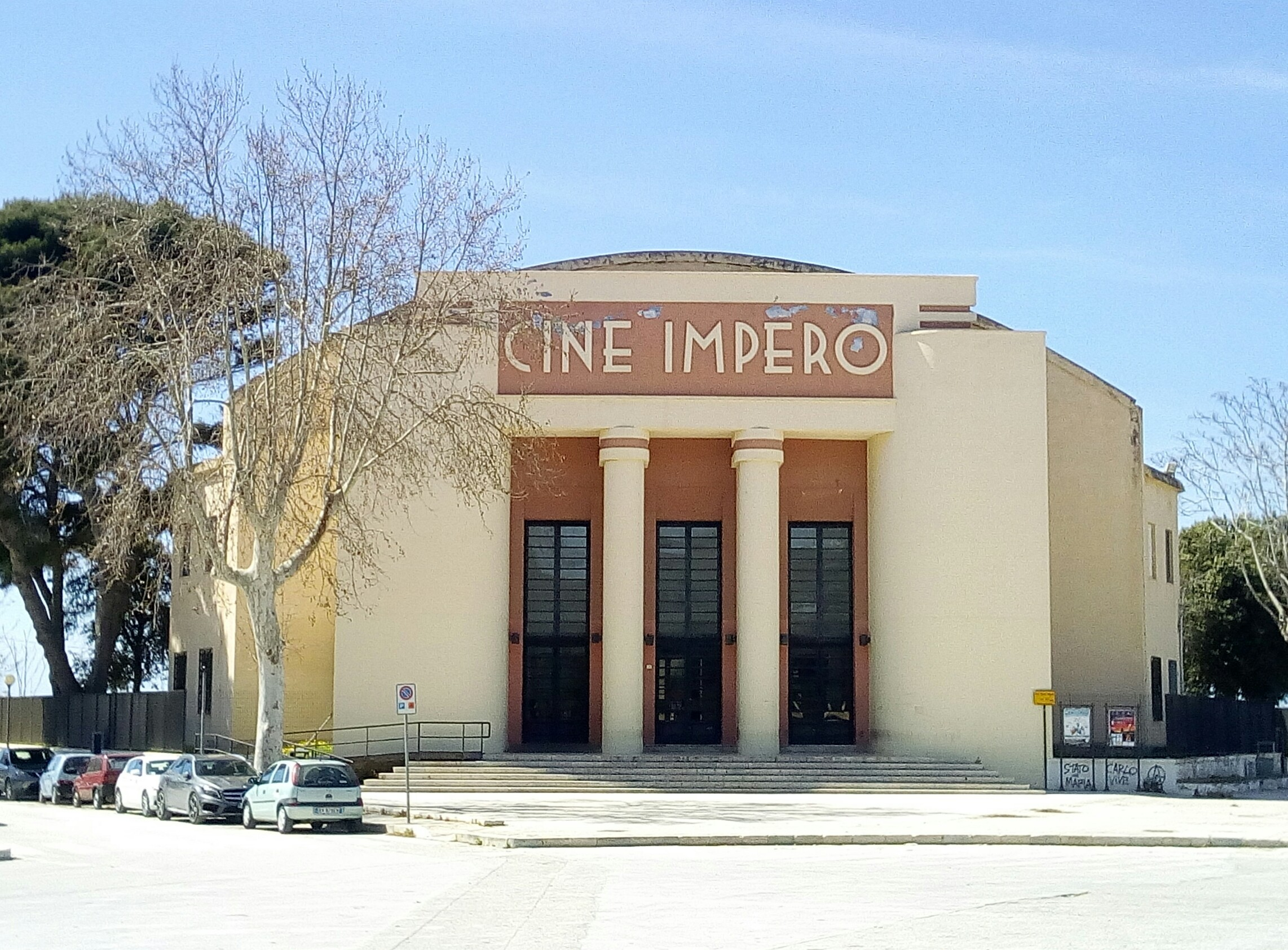
Il teatro Impero

##### Natale
Durante le vacanze di Natale, il comune allestisce i mercatini di Natale presso la Via Roma, il presepe in miniatura negli scavi di San Girolamo (adiacente piazza Purgatorio) e presso il Convento del Carmine: "Il Villaggio di Babbo Natale", realizzato in patrocinio con la locale proloco e presso la contrada Granatello viene realizzato il presepe vivente.

##### Calici di stelle
Ogni anno in estate il comune assieme alle cantine organizza Calici di stelle, una manifestazione enologica. Sono disponibili delle degustazioni.

##### CiancioFest
Ogni anno nella Contrada Ciancio ha luogo nel mese di agosto la manifestazione CiancioFest, una saga paesana dove al suo interno ci sono altre manifestazioni di vario genere, e sono: un festival canoro, una gara di torte, e saghe su alcuni prodotti alimentari. Inoltre nelle varie serate non mancano concerti, spettacoli musicali, teatrali e cominci. All'interno del CiancioFest sono inseriti i festeggiamenti in onore di Maria SS. Madre della Chiesa che prevedono la scinnuta del simulacro, una novena e un triduo, la processione e i giochi pirotecnici.

##### Marsala Expo
Il Marsala Expo è una fiera campionaria che si tiene nell'area adibita al mercato, ogni anno nel mese di ottobre.

##### Manifestazioni garibaldine

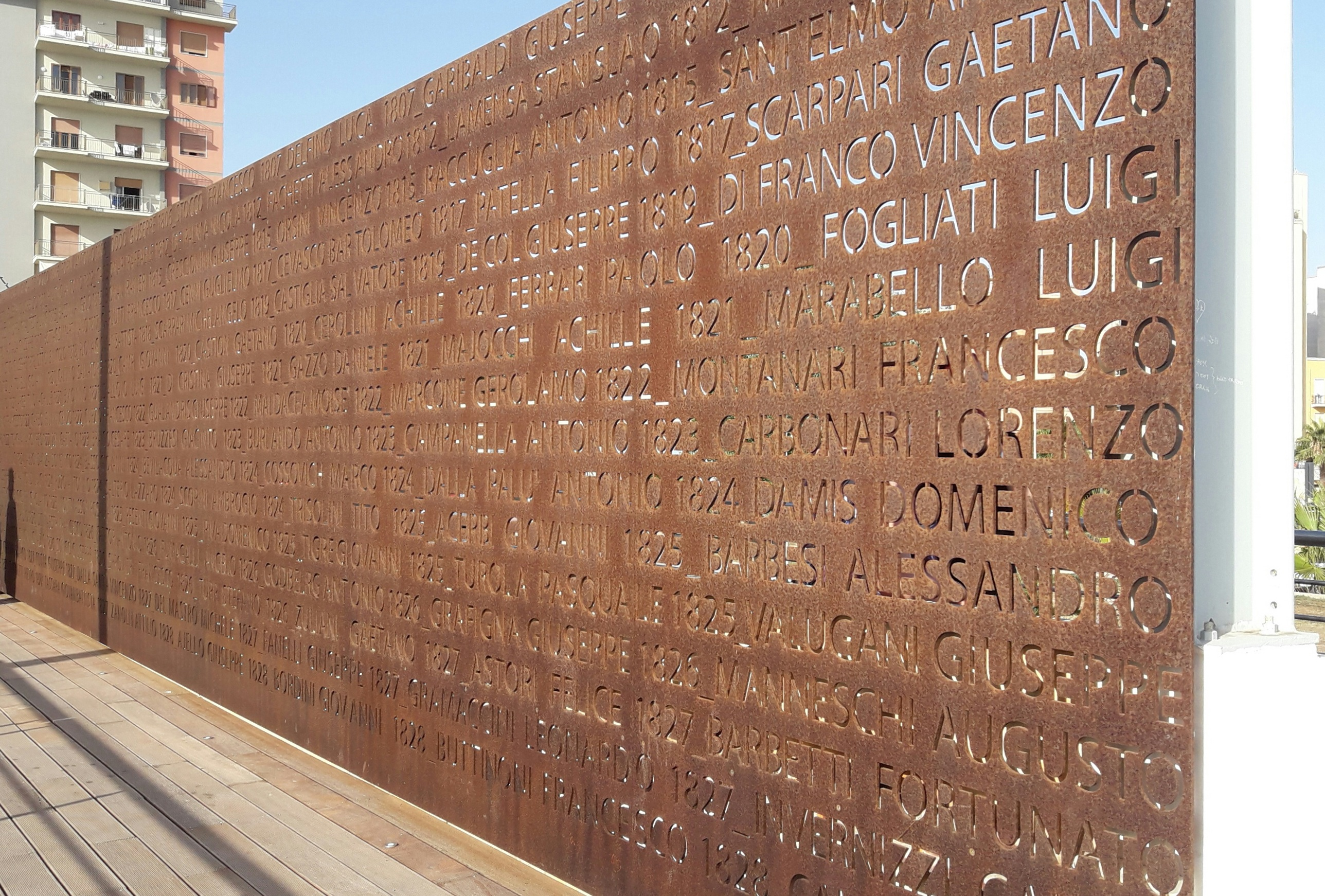
Monumento ai Mille

Ogni anno nel mese di maggio per una settimana hanno luogo le manifestazioni garibaldine che rievocano lo sbarco a Marsala di Giuseppe Garibaldi e dei Mille avvenuto l'11 maggio 1860 e che culminano in tale giorno.

##### Anniversario dei bombardamenti di Marsala del maggio '43
Ogni anno l'11 maggio oltre alle manifestazioni garibaldine, ha luogo la cerimonia dell'anniversario dei bombardamenti di Marsala avvenuti l'11 maggio del 1943 e che prevedono la resa degli onori militari ai caduti militari e civili di Marsala con la deposizione della corona d'alloro al monumento ai caduti in Villa del Rosario e l'esecuzione del silenzio d'ordinanza, nonché anche convegni sulla seconda guerra mondiale.

### Istruzione
Data la forte vocazione vinicola e agricola l'istruzione agraria è garantita da un istituto tecnico agrario con una Scuola Enologia fondata dal patriota marsalese Abele Damiani e che porta il nome del suo fondatore, e da un corso di Laurea in Viticoltura ed Enologia del Dipartimento di Scienze Agrarie Alimentari e Forestali (SAAFE) della Scuola Politecnica dell'Università degli Studi di Palermo con sede a Marsala.

#### Scuole
Nel territorio comunale sono presenti:
- 57 scuole dell'infanzia;
- 41 scuole primarie;
- 7 scuole secondarie di primo grado;
- 8 scuole secondarie di secondo grado, che offrono 10 diverse specializzazioni:
  - istituto tecnico economico per il turismo (ex commerciale);
  - istituto tecnico tecnologico (ex istituto tecnico industriale);
  - liceo classico;
  - liceo linguistico;
  - liceo scientifico;
  - liceo delle scienze umane;
  - Istituto tecnico agrario;
  - scuola enologica (corso di specializzazione in Viticoltura ed Enologia e specializzazione Enotecnico dell'istituto agrario);
  - istituto professionale per l'agricoltura e l'ambiente di Strasatti (sezione dell'istituto agrario - accorpato nel 2000 all'istituto agrario);
  - istituto professionale alberghiero (sezione dell'istituto agrario)

Nel territorio comunale è presente e attivo anche un istituto educativo audiofonolesi.

#### Università
Università degli Studi di Palermo - Scuola Politecnica Dipartimento SAAFE Corso di Laurea in Viticoltura ed Enologia sede distaccata del Polo Territoriale della Provincia di Trapani - Consorzio Universitario di Trapani.

### Media

#### Radio
A Marsala hanno sede tre radio locali
- Radio Azzurra Marsala
- Radio Itaca
- RMC101 (acronimo di Radio Marsala Centrale, la più antica della città)

Emittenti Scomparse :
- Radio Africa
- Radio Antenna del Boeo
- Radio Birgi Sound
- Radio City Marsala
- Radio Costa Sud
- Rado Lilybeo
- Radio Luna Marsala
- Radio Marsala Centrale
- Radio Marsala Popolare
- Radio Marsala Uno
- Radio Primula
- Radio Reporter 90
- Radio Scirocco
- Radio Scirocco 2
- Radio Strasatti
- Tele Radio 3

#### Giornali
A Marsala sono presenti tre testate giornalistiche locali:
- Il Vomere (mensile)
- Marsala C'è (free press)
- Leggo Città (free press)

Inoltre, vi hanno sede diverse testate giornalistiche online tra le quali TP24, MarsalaNews, Marsala Live, Prima pagina Marsala, Sicilia Wine Food, Trileggo, ItacaNotizie.

#### TV
- Canale 2 (ch. 297)
- Canale 3 (ch. 686)
- La Tr3 Marsala (ch. 83)
- Rmc101 Tv (ch. 612)

Emittenti Scomparse :
- Tele Radio 3

### Cinema
A Marsala sono stati ambientati vari film tra cui:
- Vento del Sud (1959)
- Continuavano a chiamarli i due piloti più matti del mondo (1972)
- Ristabbanna (2010)
- Briciole sul Mare (Amazon Prime Video, 2016)
- Maltese - Il romanzo del Commissario (Rai 1, 2017)
- Mai più Veronica (La Tr3 Marsala, 2018)
- Ad Ovest (Festival Mente Locale Young, 2021)
- Sorelle per sempre (Rai 1, 2021)
- Màkari (Rai 1, 2021 - 2022)
- The Bad Guy (Amazon Prime Video, 2022)
- Indiana Jones e il quadrante del destino (2023)

## Geografia antropica

### Urbanistica
Marsala è costituita dal punto di vista urbanistico da centri abitativi eterogenei e difformi diffusi in tutto il suo territorio tale da definirlo l'unico esempio di città-territorio in Sicilia.
Nella città abitano circa 35 000 abitanti, mentre 47.000 sono diffusi tra le frazioni e le contrade.
Si distinguono:
- il centro storico, racchiuso nel perimetro della città medioevale, dove sono localizzate quasi tutte le strutture monumentali, culturali e amministrative.
- il centro urbano, cresciuto attorno all'antico centro storico, che si estende a sud sulla strada per Mazara del Vallo fino alla contrada Casabianca, a nord sulla strada per Trapani fino alla contrada Santa Venera, ad est sulla strada per Salemi fino alla contrada San Silvestro.

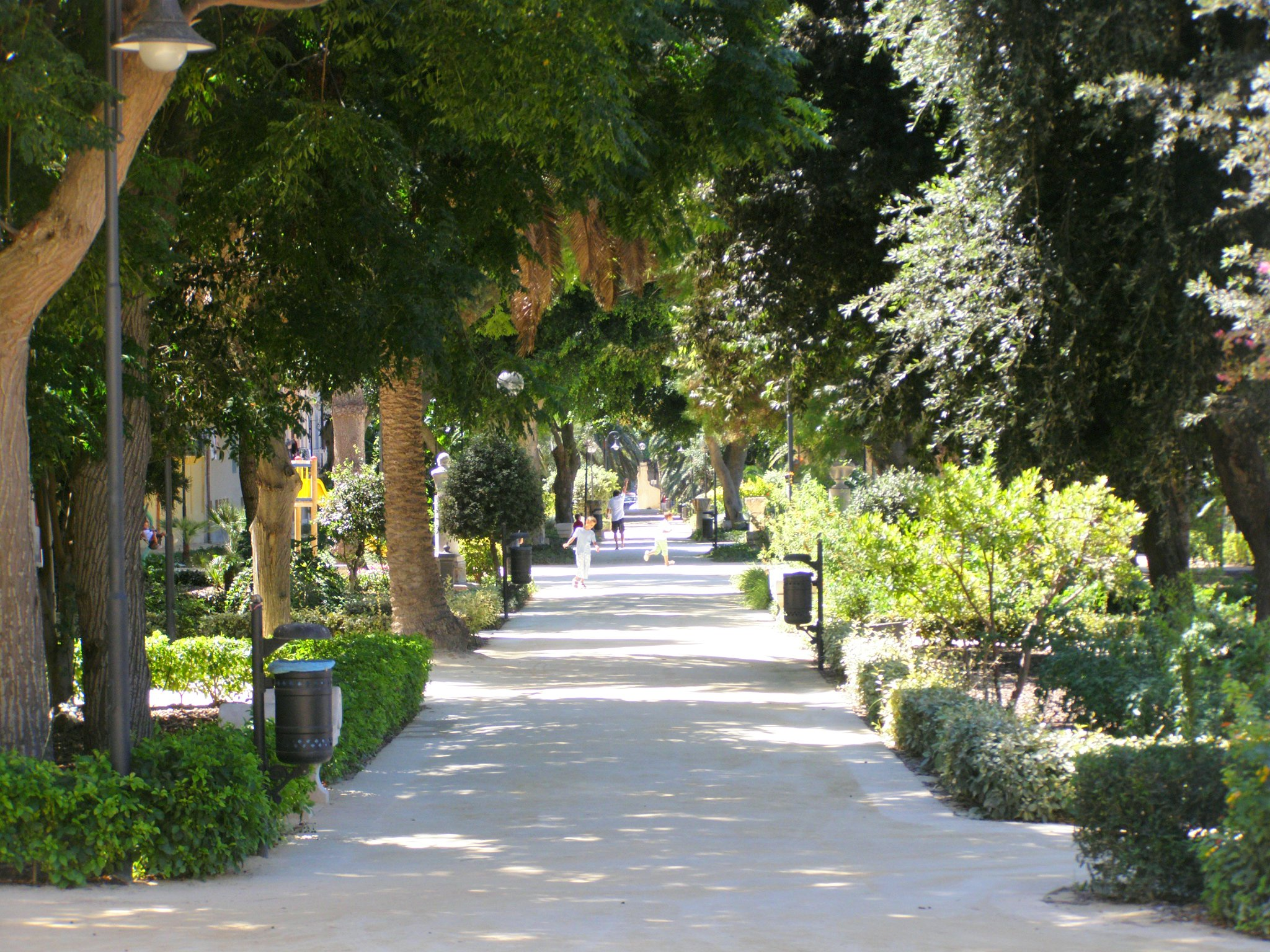
Villa Cavallotti

- le contrade, che costituiscono la vera peculiarità del territorio comunale. Sono circa 100 e distano dal centro da 1 a 15 km. Si tratta di nuclei abitativi che sorgono lungo gli assi viari più importanti senza soluzione di continuità. La maggior parte di esse è priva di centro vero e proprio, ma strade ampie in cui si immettono decine di piccole vie abitate e che conducono al cosiddetto "chianu" (in lingua italiana piano), ossia un nucleo abitativo di antiche case affacciate ad un piazzale comune ove era collocato un pozzo d'acqua per l'uso delle famiglie che vi abitavano.

Il centro di Marsala conserva ancora oggi l'articolazione originale dell'asse viario, sviluppato secondo un disegno tipico dell'età ellenistica (per strigas, vie parallele e ortogonali, in contrapposizione con il modello romano per cardi e decumani).
Questo quadrilatero, delimitato anticamente da una cinta muraria della quale restano quattro bastioni cinquecenteschi, racchiude il centro storico con il quartiere spagnolo, che oggi ospita gli uffici del comune. Il nome attuale del Cassaro è Via XI Maggio. È la via principale della città e comincia da Piazza Matteotti e finisce a Porta Nuova, una delle antiche porte della città.
Le origini delle contrade invece risalgono alla fine dell'Ottocento e ai primi del Novecento e traggono origine dalla spiccata attività agricola del territorio; molti contadini risiedevano nel centro della città ma i poderi agricoli distavano anche ore di strada percorribile con carretti o asini e ciò costituiva un problema logistico non indifferente nei periodi di intensa attività (vendemmia, mietitura ecc.); l'esigenza di soggiornare nel luogo di attività per lunghi periodi diede avvio all'origine del "chianu", luogo abitativo temporaneo e successivamente definitivo da cui originano le attuali contrade.
Il territorio di Marsala nel 1978 è stato diviso in circoscrizioni amministrative per la necessità di gestire l'amministrazione ed i servizi in maniera capillare su un territorio molto articolato. Il comune veniva suddiviso in 7 quartieri urbani e in 7 borgate extraurbane, ridotte successivamente a 5 (San Leonardo-Birgi, Paolini-Bosco, Strasatti, Terrenove-Ciavolotto, Amabilina-Ciancio) ognuna costituita da un numero consistente di contrade. Le circoscrizioni sono poi state soppresse nel 2003.

### Contrade
Peculiarità del territorio comunale di Marsala è quella comprendere un altissimo numero di piccoli nuclei abitati che sorgono lungo gli assi viari più importanti senza soluzione di continuità. La maggior parte di essi è priva di centro vero e proprio ma ha un "chianu" (in lingua italiana piano, cortile), ossia un piazzale comune attorno al quale si è esteso il nucleo abitato.
Il territorio di Marsala comprende oltre cento contrade, più o meno abitate in ragione della loro distanza dalla città, distinguendosi tra esse zone d'espansione edilizia nell'immediata prossimità del centro urbano, borghi saldati alla città dall'espansione urbanistica lungo le vie principali e contrade più lontane con poche abitazioni sparse.
Di seguito si riporta l'elenco delle contrade tradizionali:.
- Abbadessa
- Addolorata
- Alfaraggio
- Amabilina
- Bambina
- Baronazzo Amafi
- Bellusa
- Berbarello
- Berbaro
- Biesina
- Birgi Nivaloro
- Birgi Novi
- Birgi Vecchi
- Bosco
- Bufalata
- Buttagana
- Canale
- Capofeto
- Cardilla
- Carinume
- Casabianca
- Casazze
- Catenazzi
- Chitarra
- Ciancio
- Ciappola
- Ciavolo
- Ciavolotto
- Colombaio Lasagna
- Conca
- Cozzaro
- Cozzogrande
- Cuore di Gesù

- Cutusio
- Dammusello
- Dara
- Digerbato
- Ettore Infersa
- Falconiera
- Florio
- Fiumara Sant'Onofrio
- Fontana di Leo
- Fontanelle
- Fornara
- Fossarunza
- Genodolfo
- Giaccatello
- Giammabella
- Giardinello
- Giunchi
- Granatello
- Gurgo
- Isola di San Pantaleo
- Isola Grande
- Isola Santa Maria
- Isola La Scuola
- Madonna Cava Bufalata
- Madonna dell'Alto Oliva
- Mamuna
- Mandriglie
- Matarocco
- Messinello
- Misilla
- Musciuleo
- Nasco
- Paolini

- Pastorella
- Pecorume
- Perino
- Pellegrino
- Pispisia
- Ponte Fiumarella
- Porcospino
- Pozzillo
- Rakalia
- Ranna
- Rassameli
- Rinazzo
- Roccazzello
- Salvaggi
- San Giuseppe Tafalia
- San Nicola
- San Silvestro
- Sant'Ambrogio
- Sant'Anna
- Santa Venera
- Santi Filippo e Giacomo
- San Michele Rifugio
- San Leonardo
- Santo Padre delle Perriere
- Scacciaiazzo
- Sinubio
- Spagnuola
- Stazzone
- Strasatti
- Sturiano
- Tabaccaro
- Terrenove
- Torrelunga Puleo
- Ventrischi
- Zizza.

## Economia
L'economia della città è ancora oggi fortemente legata alle attività vitivinicole, anche se negli ultimi decenni il turismo cresce di anno in anno.
Importanti sono le produzioni industriali nel settore meccanico, metallurgico, robotico-automatico, nella lavorazione del vetro. Altre importanti produzioni industriali alimentari riguardano il settore dolciario e la produzione di caffè. Da contorno alla produzione vinicola e dolciaria, negli ultimi anni sono sorte numerose imprese operanti nel packaging alimentare. L'agricoltura dell'entroterra marsalese, quasi monopolizzato dai vigneti, lascia spazio comunque ad importanti produzioni di pomodoro e fragola.
Tuttavia, il turismo, ormai da anni, è diventato una fonte di reddito molto importante per la città. Con i suoi 14 km di costa con spiagge di sabbia bianca e fina, il suo mare cristallino, i facili collegamenti con le adiacenti Isole Egadi e le bellezze naturalistiche delle Saline e dello Stagnone, Marsala rappresenta un'importante località turistica.
Dal 2009 si svolge "Siciliamoexpo" rassegna in cui sono coinvolte aziende siciliane enogastronomiche, artigiane e del turismo e i buyer stranieri, organizzata dalla Camera di Commercio di Trapani.
L'evento si svolge nel centro storico di Marsala, in piazza della Repubblica, nel mese di giugno.
Nel 2013 è nominata Capitale Europea del Vino.
Nel 2015, il nome della città viene accostato al nuovo colore prodotto dall'azienda leader nella grafica e nelle produzioni di tipologie di colori Pantone, che ha creato un nuovo colore basandosi sull'omonimo vino prodotto nel paese.

## Infrastrutture e trasporti

### Trasporto pubblico locale
Il trasporto pubblico locale è garantito dallo SMA (Servizio Municipale Autotrasporti Marsala) che gestisce gli autobus di linea urbani e che collegano i vari quartieri del centro storico e del centro urbano, e le zone periferiche e extraurbane di Marsala, le frazioni e anche la vicina città di Petrosino con il centro urbano e storico di Marsala, con un'autostazione ubicata in pieno centro urbano.

### Collegamenti viari e ferroviari
Marsala è sede di una delle maggiori aziende di trasporti su pullman che servono il trapanese. È attraversata nel verso nord-sud dalla Strada statale 115 Sud Occidentale Sicula che la collega a nord con Erice e Trapani e lo svincolo autostradale di Marsala sull'autostrada Palermo - Mazara Del Vallo, e a sud con Mazara del Vallo via SS115. Marsala è anche punto d'inizio della Strada statale 188 Centro Occidentale Sicula che la attraversa nel senso ovest-est fino a collegarla con Salemi e Lercara.  Sia la SP.21 che lo Scorrimento Veloce Marsala-Birgi collegano la città al vicino aeroporto di Birgi. Inoltre, Marsala è collegata a Palermo tramite l' autostrada A29 sia a nord che a sud, e dalla SS113. L'azienda Salemi autoservizi, effettua collegament autobus, tramite la linea Marsala-Salemi-Gibellina-Aeroporto Punta Raisi-Palermo e viceversa. 
- Strada statale 115 Sud Occidentale Sicula
- Strada statale 188 Centro Occidentale Sicula
- Strada provinciale 21 Trapani-Marsala
- Scorrimento Veloce Marsala-Birgi

La linea ferroviaria che attraversa la città da nord a sud fa parte della linea Alcamo Diramazione-Castelvetrano-Trapani. Diverse sono le fermate dei treni all'interno del territorio marsalese:
- Mozia-Birgi
- Spagnuola
- Marsala
- Terrenove
- Petrosino-Strasatti

### Collegamenti aerei e marittimi
La città è servita dall'aeroporto Vincenzo Florio (la cui pista, nella testata ovest lato mare, ricade in parte nel comune di Marsala, mentre la testata est della stessa pista e l'aerostazione ricadono nel comune di Misiliscemi), con collegamenti verso le maggiori città sia italiane che europee, distante circa 13 km dal centro cittadino.
Dal porto di Marsala gli unici collegamenti di linea sono i traghetti per le isole Egadi, facilmente raggiungibili anche con imbarcazioni private.

## Amministrazione

### Gemellaggi
- Genova, dal 2011[35]
- Nysa, dal 2014[36][37]
- Porto, dal 2016[38]
- Modica, dal 2016[39][40]

## Sport
Ha sede nel comune la società di calcio Sport Club Marsala 1912, che come massimo risultato ha disputato la Serie C1 e che, dopo la rifondazione nel 2006, ha disputato campionati dilettantistici.
Il calcio femminile è rappresentato dall'A.S.D. Marsala Calcio Femminile, società fondata nel 2000.
La città ha ben 2 squadre di pallavolo femminile: il Marsala Volley, fondata nel 1972, che attualmente disputa la Serie A2 e la Fly Volley Marsala che milita in Serie B2.
Nel comune ha sede la compagine di basket Pallacanestro Marsala, fondata nel 1972, erede della società Fiamma Marsala fondata negli anni 1960.
Marsala ospita la società di pallamano A.S.D. Il Giovinetto. Praticati sono, inoltre, la vela, il jiu jitsu brasiliano e il kitesurf.

## Galleria d'immagini

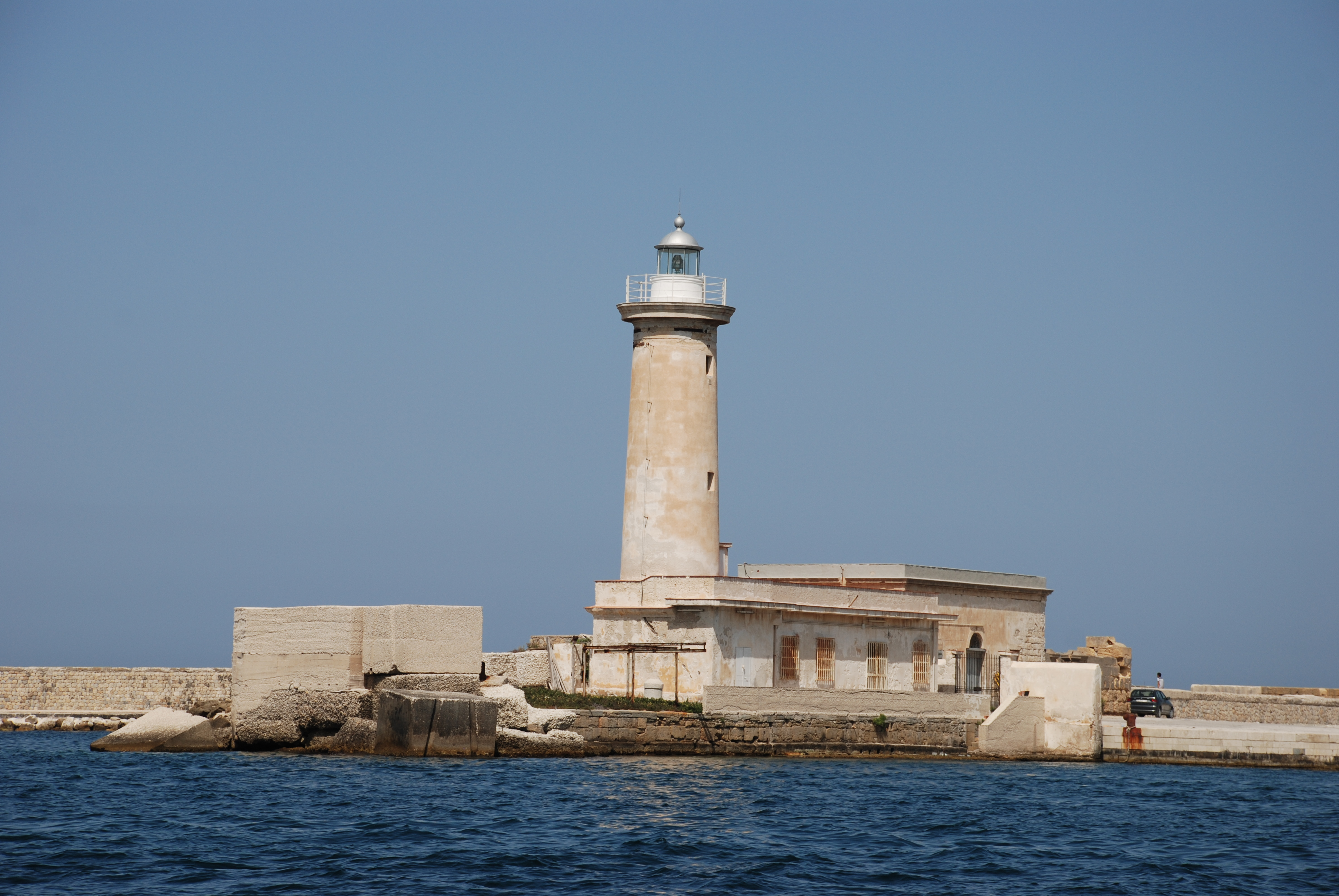
Faro del Porto di Marsala
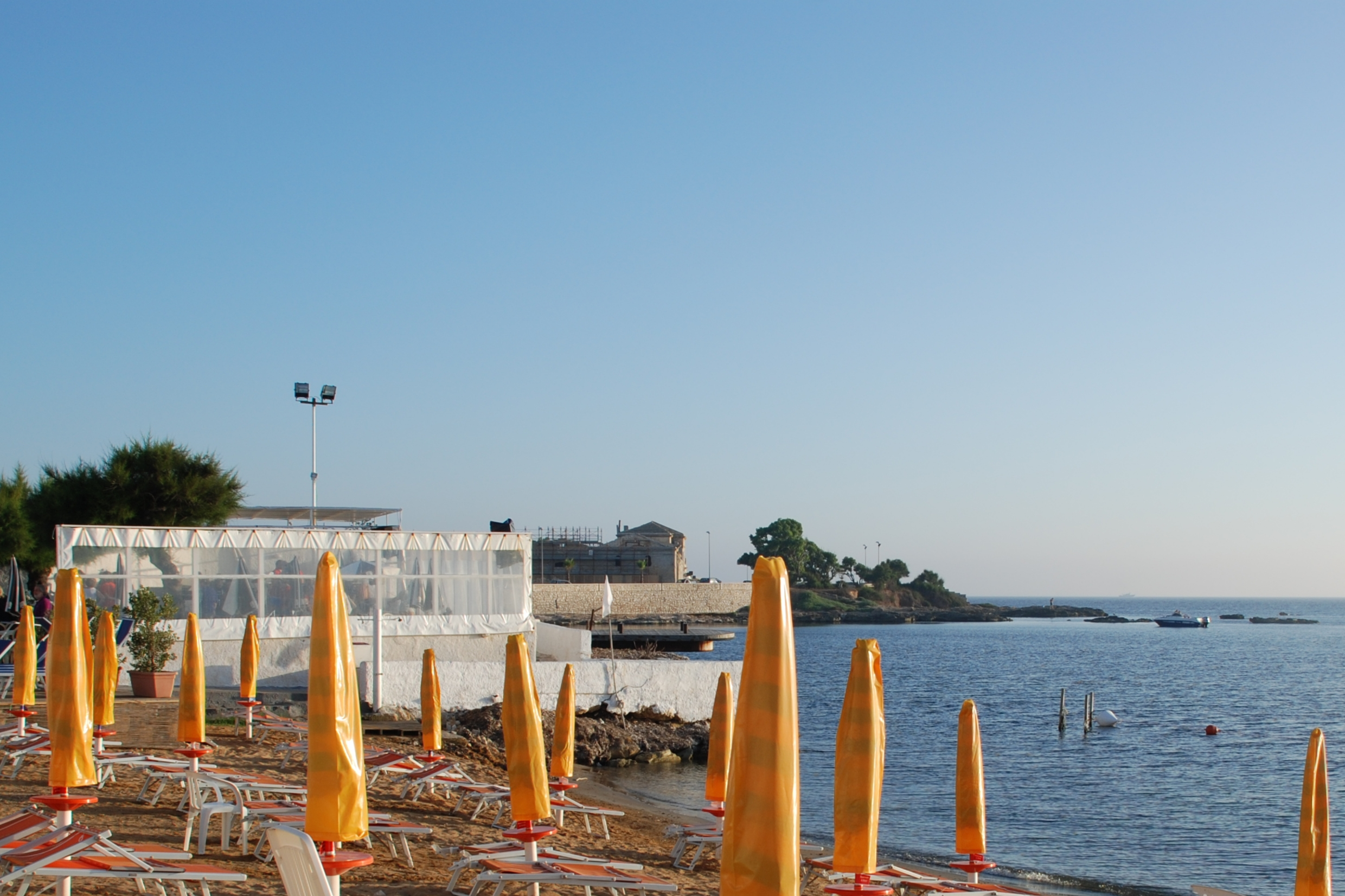
Capo Boeo visto dal Lido Boeo
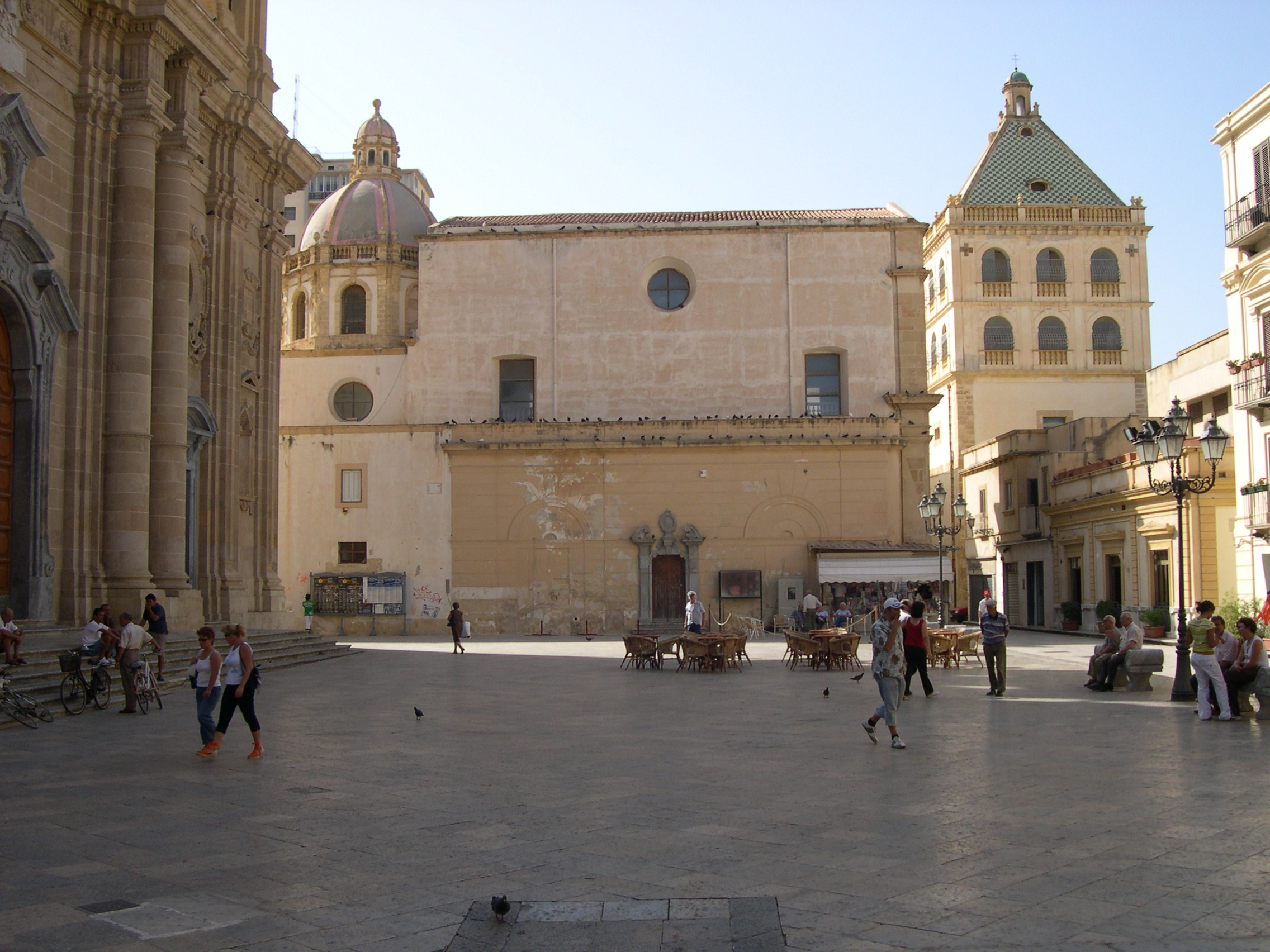
Piazza della Repubblica (la piazza principale di Marsala)
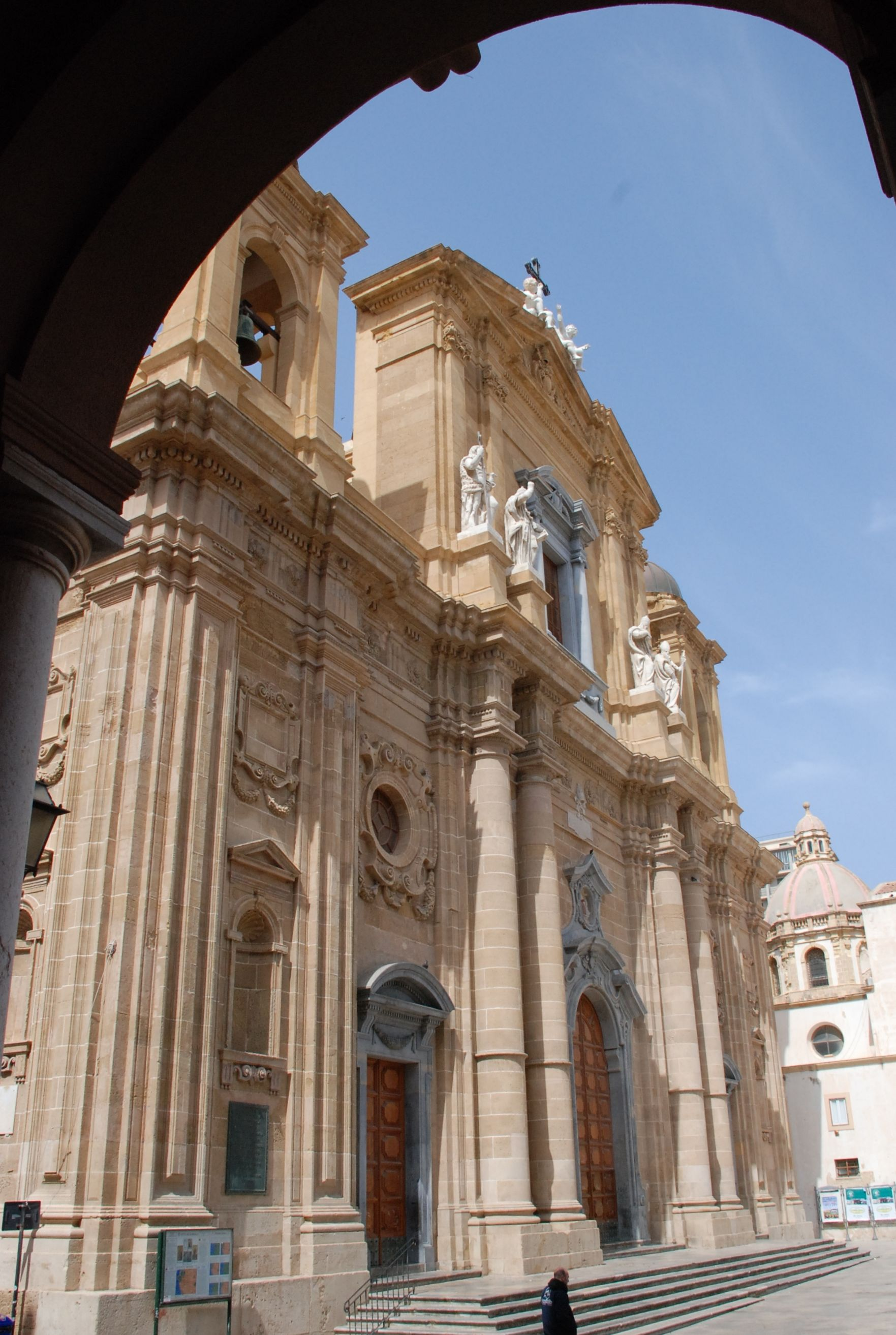
Chiesa Madre vista dalla loggia del Palazzo VII Aprile
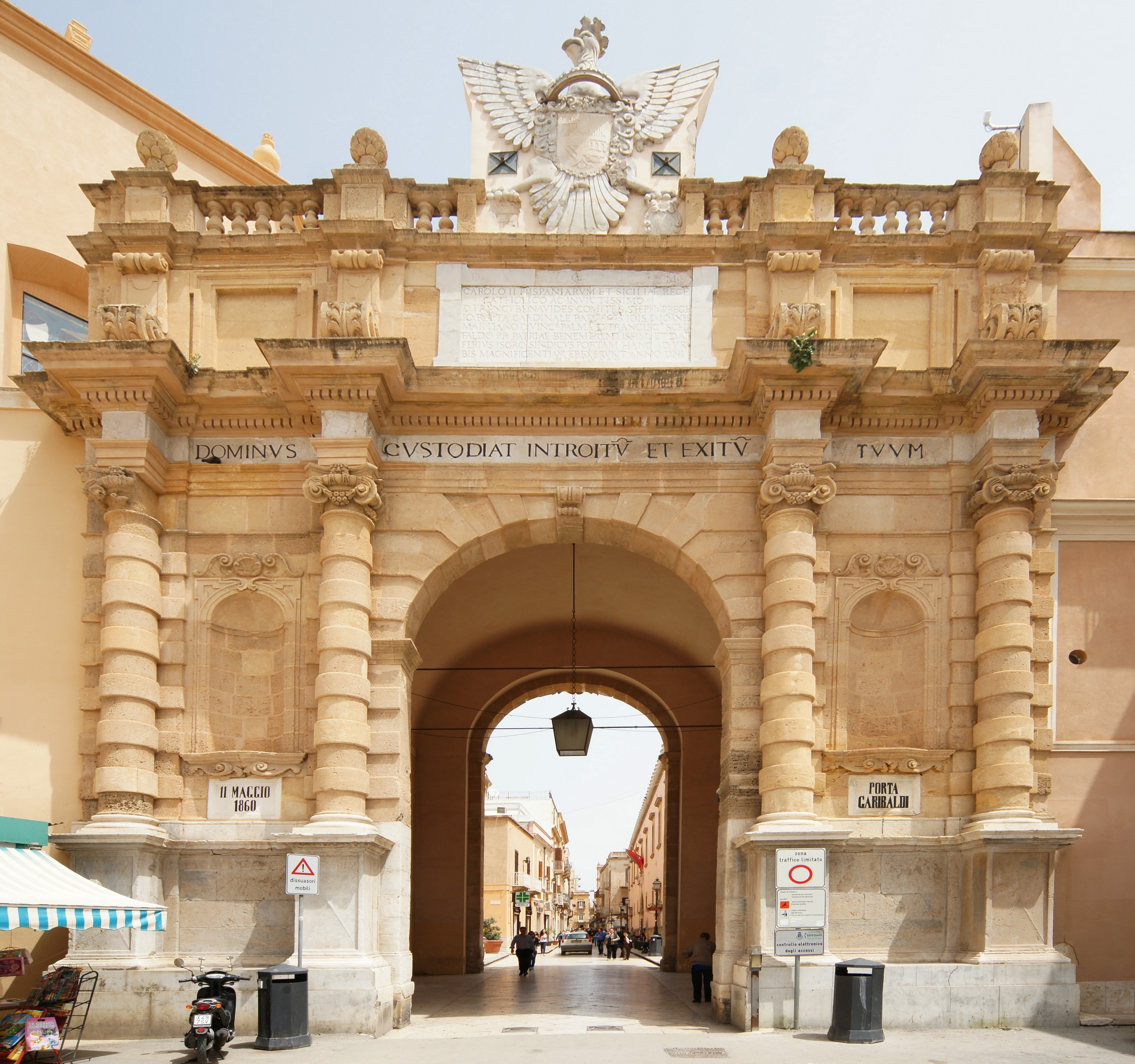
Porta Garibaldi
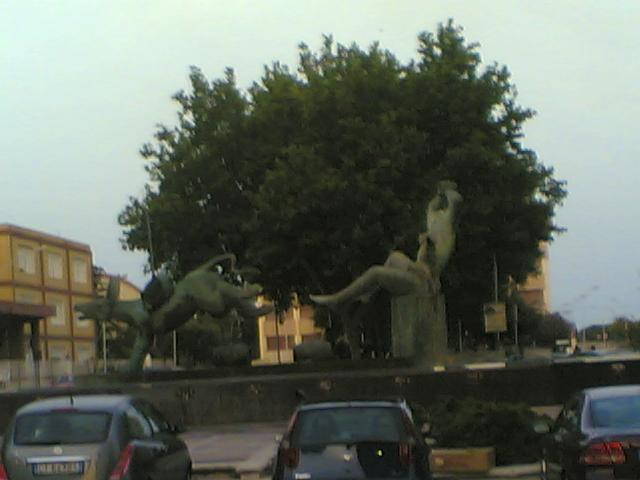
Fontana del vino
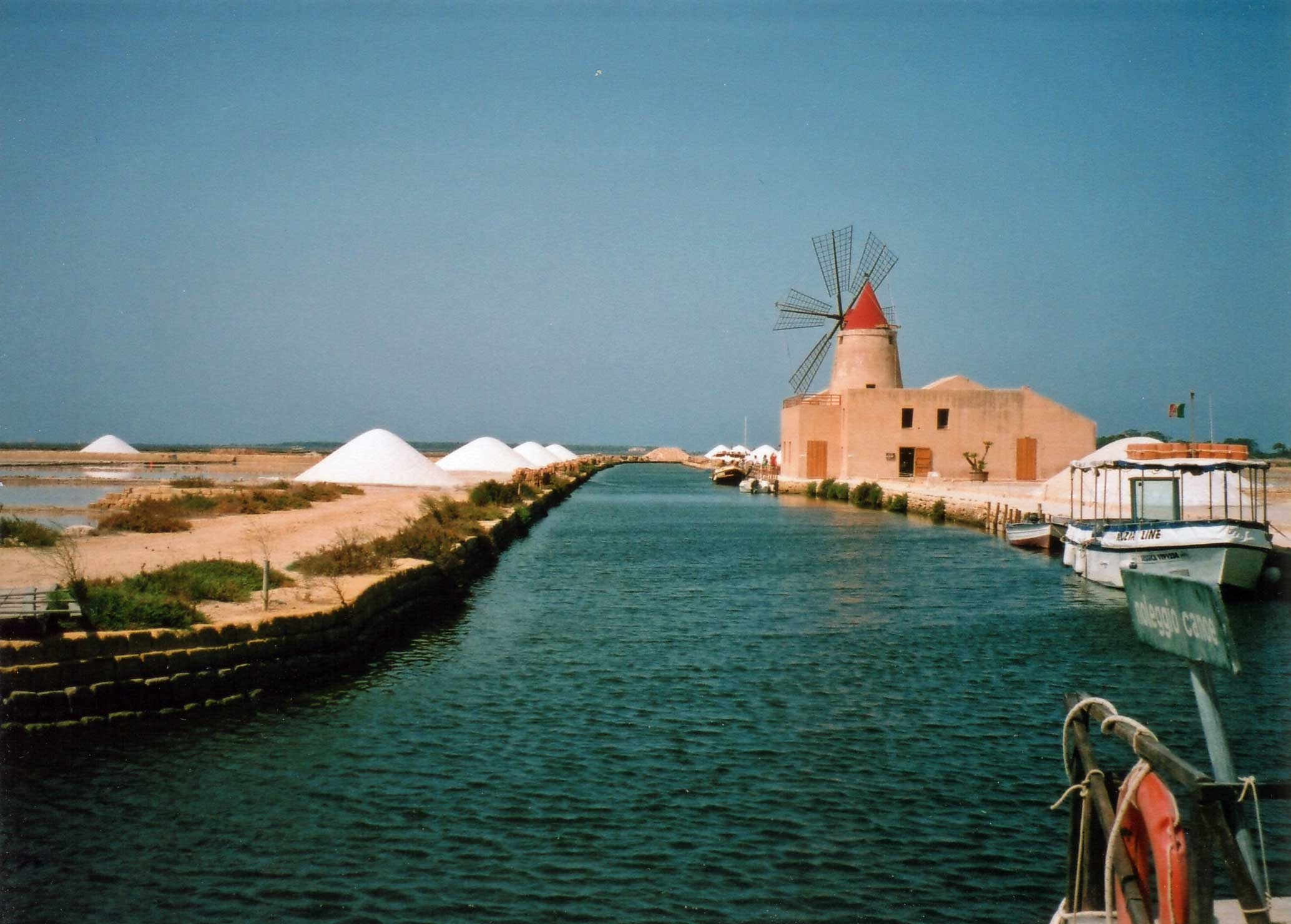
Imbarcadero per Mothia
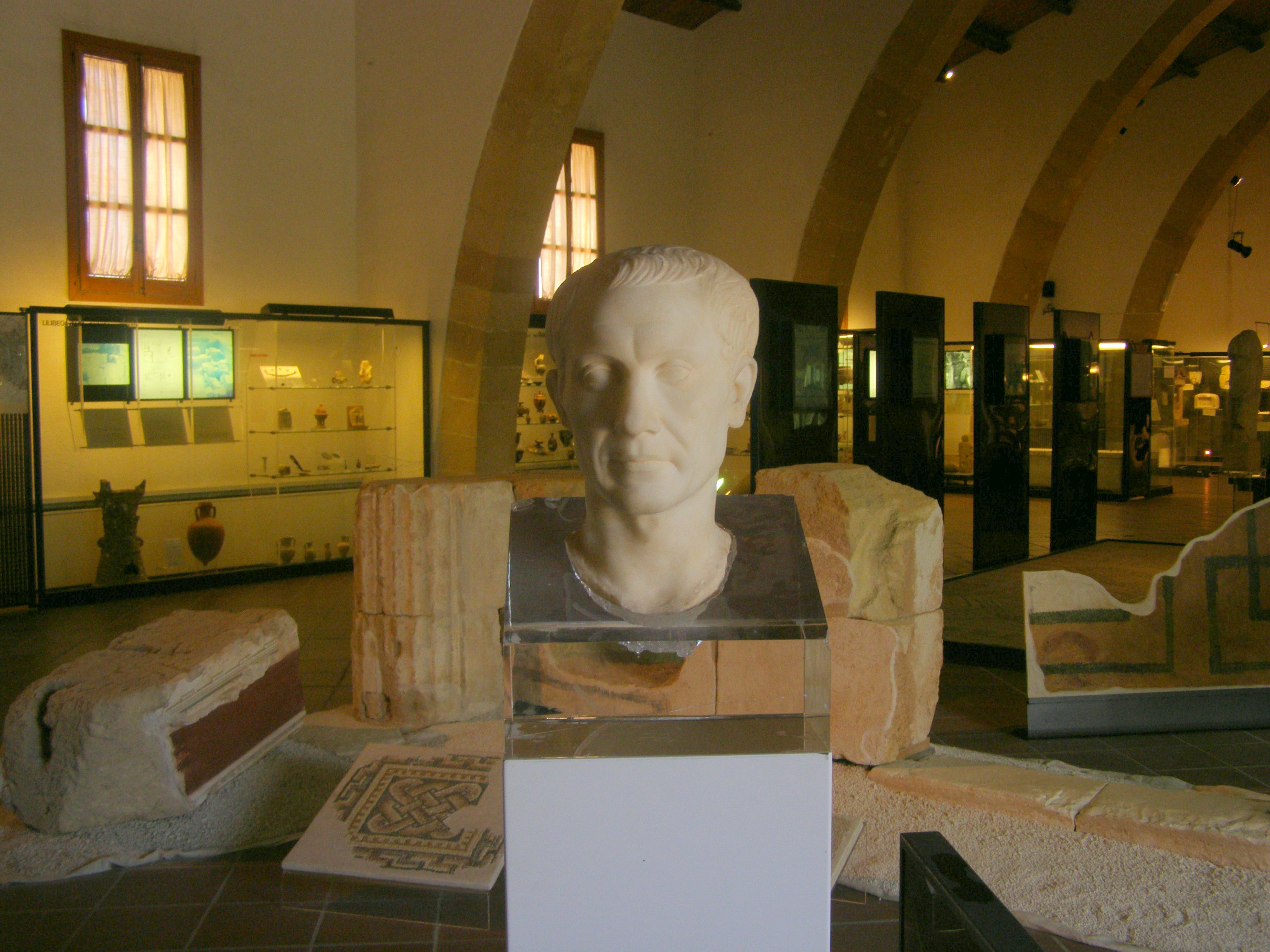
Busto di Gaio Giulio Cesare che si trova al museo archeologico Baglio Anselmi
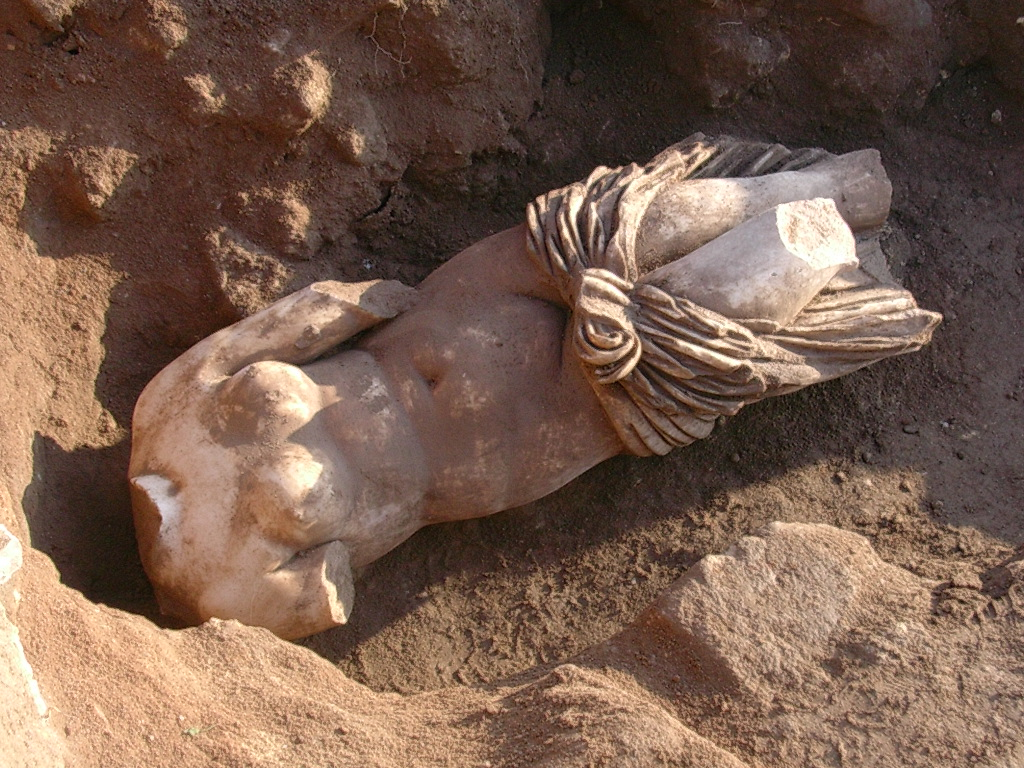
La Venere Lilybetana conservata nel Museo regionale Baglio Anselmi
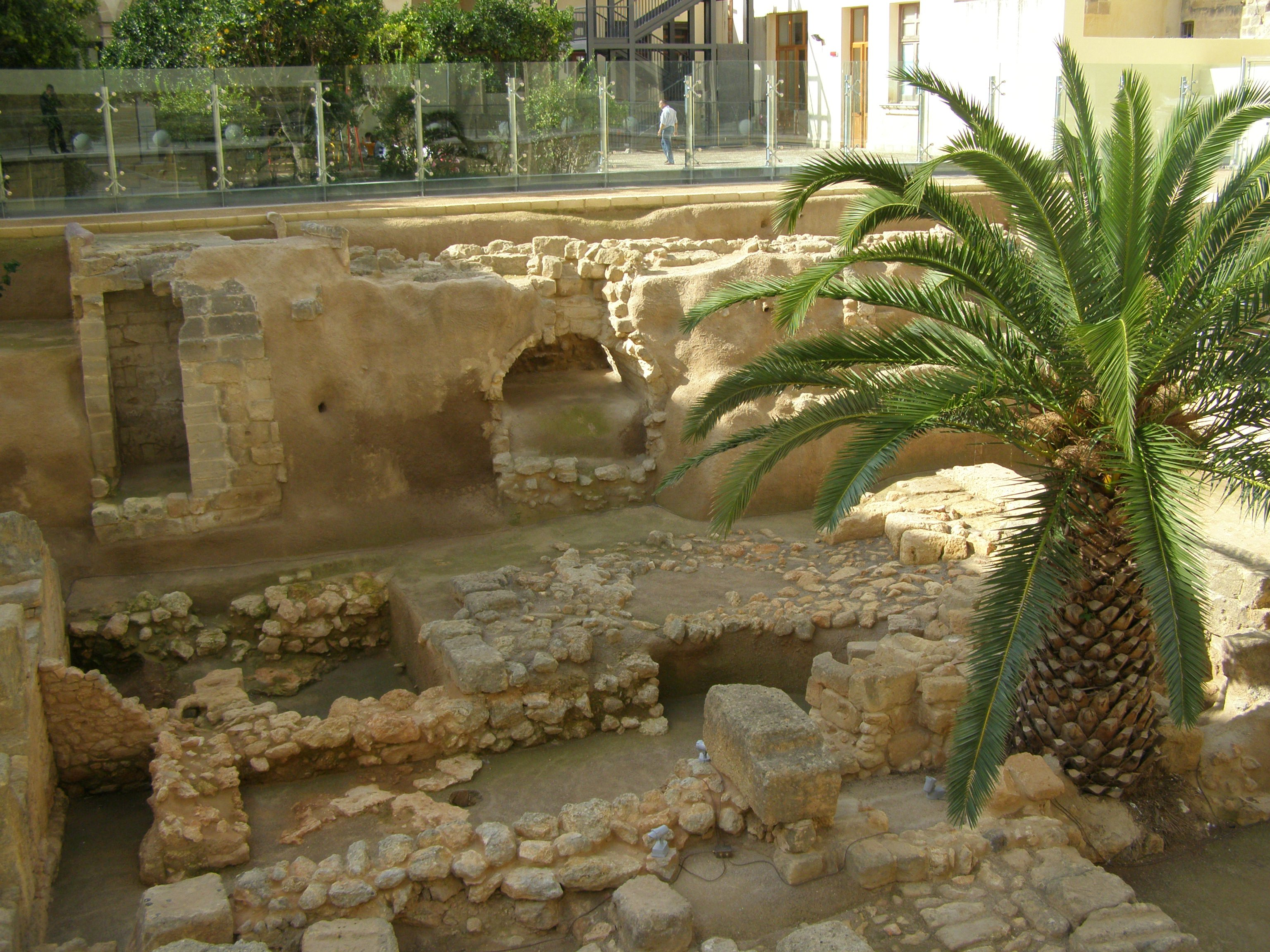
Sito archeologico riportato alla luce durante lavori di ampliamento del monastero di San Girolamo
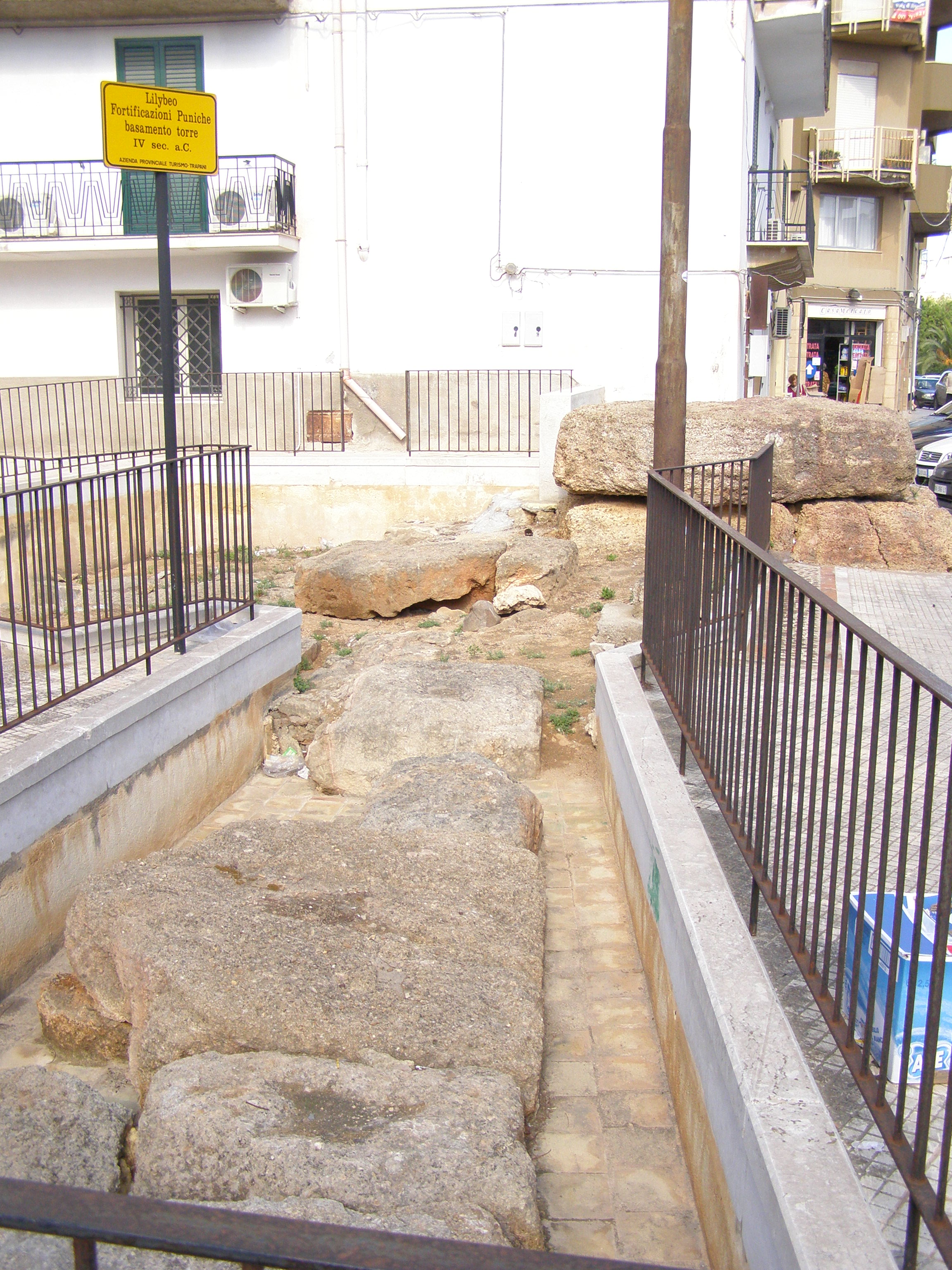
Resti del basamento di una torre punica
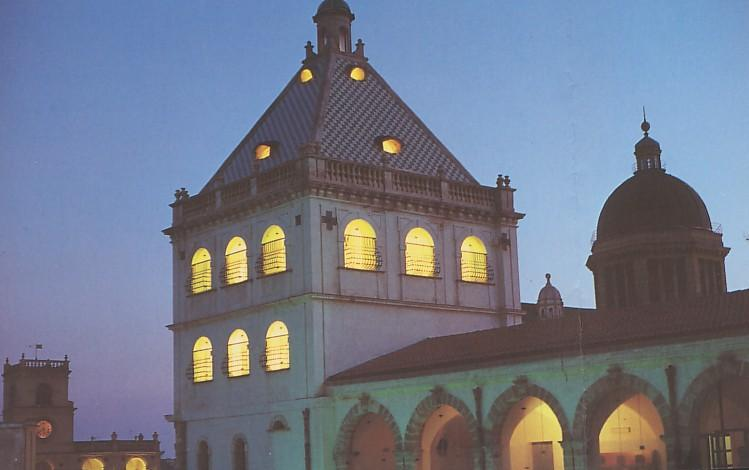
Il complesso monumentale San Pietro, di notte